# 我是傳奇
《我是傳奇》是一部2007年美國末日題材驚悚片，由法蘭西斯·羅倫斯執導，馬克·普魯托塞維奇與阿奇瓦·高斯曼編劇，威爾·史密斯領銜主演。本片是改編自李察·麥森小說《我是傳奇》的第三部電影，不過劇情也取材自第二部改編電影《最后一个人》。本片設定在2012年的美國，三年前席捲全球的「柯式病毒」殺死絕大多數人類，剩餘的感染者則成了具攻擊性的怪物。軍方病毒學家羅伯·奈佛（史密斯飾演）是曼哈頓最後未被感染的人類，他生存下去的目標便是用自己的免疫血液研發出病毒解藥。
華納兄弟自1994年起開始籌畫本片，早期是以普魯托塞維奇的劇本為基礎，並找來雷利·史考特執導、阿诺·施瓦辛格主演。然而因為預算過高，華納兄弟在1998年將本片束之高閣。2005年高斯曼當上新的製片人後，本片的發展開始步上軌道。本片的主體拍攝於2006年9月至隔年4月之間進行，劇組向當局取得拍攝許可，得以將曼哈頓的諸多區域封閉並進行拍攝，如此影響巨大的取景工程在紐約並不常見。實地拍攝賦予本片畫面上的真實感，無法實拍的部分則在後期製作中借助電腦生成圖像（CGI）加以呈現，例如感染者和野生動物。本片一共耗資1.5億美元製作，為了打造荒煙漫草的曼哈頓就花了4000萬美元。
本片於2007年12月14日在美國上映。本片獲得好評為主的口碑，並在美國取得2.56億美元的票房，排行年度第六，全球票房則超過5.85億美元，排行年度第七。史密斯榮獲土星獎最佳電影男主角以及MTV影視大獎最佳電影男主角，视觉效果團隊也獲得卫星奖與視覺效果工會獎等提名肯定。華納兄弟在2008年開始籌備本片的衍生作品，但一直到2022年才有進展。目前续集《我是傳奇2》已進入編劇階段，將由史密斯和麥可·B·喬丹領銜主演。

## 劇情
2009年，「柯式病毒」（Krippin virus，簡稱KV）原本是研發出來用以治療癌症的基因改良病毒，在進行人體臨床試驗一段時間之後，開始產生類似狂犬病的意外副作用，並失控造成大規模傳染。柯式病毒除了造成世界上90%人口的死亡外，也使得約9%的人口變成變種夜行怪物「黑暗獵人」（Darkseekers），兇猛嗜血且體能驚人，僅有1%的倖存者因為體內產生自然抗體而不發病。軍方病毒學家羅伯·奈佛因為體內有自然抗體而未受到感染，而成為紐約市曼哈頓唯一的倖存者。
2012年，奈佛獨自一人據守在格林尼治村的住宅，陪伴他的只有德国牧羊犬小珊。奈佛白天時可以外出活動，隨身總是帶著一把M4卡賓槍自衛，晚上則待在住宅躲避黑暗獵人。他在地下實驗室努力研發柯式病毒的解藥，並每天中午定時在南街海港發出調幅廣播尋找其他倖存者。
因為一次偶然的遭遇，奈佛發現了黑暗獵人在日間的藏匿據點。他為了獲得人體實驗素材，設下陷阱捕捉到一名女性黑暗獵人，卻也因此注意到黑暗獵人似乎也有意識與思考能力，並非只依照生物本能行動。之後奈佛不慎中了黑暗獵人如法炮製的陷阱，無法在日落之前回到住處。在與黑暗獵人和受感染的惡犬正面衝突的過程中，小珊因為捨身救主而被感染了柯式病毒，奈佛在回到住處後，忍痛在它完全喪失心智之前亲手杀了爱犬。
在閃回片段中，柯式病毒剛在紐約爆發時，當局盡速實施封城措施。奈佛奉命與軍方一同留下對抗疫情，打算先將妻子柔依和女兒瑪莉送出城外。在軍方的護送下，奈佛的妻女搭上了直升機，瑪莉將小珊託付給奈佛。然而直升機起飛不久後，便在混亂中撞毀。
失去小珊後，奈佛再無心靈依靠而陷入絕望，不顧危險在夜間與黑暗獵人激烈衝突，就在即將命喪黑暗獵人首領手中時，被聞訊趕來的倖存者安娜所拯救。安娜帶著男孩伊森同行，因為收到奈佛平日發出的廣播，而特地自馬里蘭州北上紐約尋找奈佛。三人回到奈佛的藏身處，安娜希望繼續北上前往佛蒙特州，尋找由倖存的人類所建立的難民營，但奈佛不願相信她。黑暗獵人在安娜救人時跟蹤在後，導致藏身處曝光，大批黑暗獵人在入夜之後展開襲擊。奈佛預先埋放了包括汽車炸彈在內的各項防禦措施，但仍然無法抵擋黑暗獵人的襲擊，奈佛等人被逼退到地下實驗室內。
就在絕望之際，奈佛發現先前施打在女性黑暗獵人身上的疫苗似乎在低溫下發揮了治療的作用，於是他將實驗對象的血液樣本託付給安娜，將安娜與伊森藏匿在安全之處，並引爆手榴彈與突破最後防線的黑暗獵人首領同歸於盡。事後，生還下來的安娜與伊森離開紐約，成功地找到了倖存者的營地。他們保全了奈佛的研究成果，也將奈佛的故事流傳了下來，而使他成為日後人類所傳頌的傳奇。

### 另一個結局
本片的家用媒體收錄了未公開剪輯版，當中存在與院線版不同的另一個結局。該版本強調黑暗獵人也有人性，奈佛獵殺他們並加以研究，是他們眼中的怪物，身上有蝴蝶紋身的角色也從安娜改成女性黑暗獵人。奈佛在結尾與黑暗獵人首領對峙時意識到這點並感到愧疚與後悔，將女性黑暗獵人交還。黑暗獵人離開後，奈佛、安娜與伊森一同往佛蒙特州前進。導演法蘭西斯·羅倫斯在日後訪談中表示，這個版本才是原版結局，因為在試映環節遭到觀眾反對而被棄用，劇組在上映前一個月補拍了院線版結局。

## 角色
- 威爾·史密斯飾演羅伯·奈佛（Dr. Robert Neville）：美國陸軍化學兵部隊所屬的科學家，階級上校，是美國纽约最後一個沒有發病的人類。
- 艾莉丝·布拉加飾演安娜·蒙德斯（Anna Montez）：來自馬里蘭州的倖存者，在疫情爆發時搭乘紅十字會的船逃離故鄉巴西聖保羅，最終來到美國。
- 查理·特翰飾演伊森（Ethan）：與安娜同行的男孩。
- 達什·米霍克飾演男性黑暗獵人首領（Alpha Male）
- 莎莉·理查德森飾演柔伊·奈佛（Zoe Neville）：羅伯的妻子。
- 威洛·史密斯飾演瑪莉·奈佛（Marley Neville）：羅伯的女兒，其名取自巴布·馬利（Bob Marley）。
- 喬安娜·努瑪塔（Joanna Numata）飾演女性黑暗獵人（Alpha Female）：黑暗獵人首領的伴侶，被羅伯捕獲。
- 派特·法利（英语：Pat Fraley）飾演美國總統（僅聲音）
- 麥克·派頓（英语：Mike Patton）飾演黑暗獵人（僅聲音）

## 製作

### 發展

#### 1994年－1998年
美國作家李察·麥森於1954年發表了恐怖小說《我是傳奇》，內容講述一場瘟疫使大半人類變成吸血鬼，主角奈佛是最後一個未被感染的人類。該小說於1964年首度改編成電影《地球上最后一人》，華納兄弟隨後在1970年取得該小說的電影改編權，並於隔年推出新的改編電影《最后一个人》。二十幾年後的1990年代，科幻和驚悚類型的電影東山再起，促使華納兄弟於1994年開始籌畫新版的《我是傳奇》改編電影，華納兄弟的製片部門主管洛倫佐·迪·波納文圖拉對該企畫也充滿熱情。華納兄弟製片人大衛·海曼與尼爾·H·摩里茲負責監製，並聘請義大利導演卡羅·卡雷來推展這項企劃。1996年，華納兄弟的一名製片人看過《入侵腦細胞》的劇本後，給予馬克·普魯托塞維奇為《我是傳奇》編劇的機會。普魯托塞維奇當時一共有三個華納兄弟的企劃可以選，他對於將《我是傳奇》改編成電影最為嚮往。
華納兄弟非常看好普魯托塞維奇寫的劇本，將之列為高優先度的企畫。對於男主角的演員，湯姆·克魯斯、邁克爾·道格拉斯和梅尔·吉布森都曾是考慮人選，阿诺·施瓦辛格也在1997年1月對本片加以關注，與本片有聯繫的導演則有詹姆斯·卡梅隆和吉勒摩·戴托羅。1997年7月，根據《綜藝雜誌》報導，雷利·史考特已簽約擔任導演，施瓦辛格則即將登板飾演男主角，電影預計於同年9月至10月開拍。史考特進行了一些班底調整，先讓製片人博·馬克思（Beau Marks）取代摩里茲，接著開除普魯托塞維奇，改由約翰·羅根執筆新劇本。羅根編寫劇本的同時，史考特安排一支美術團隊來進行視覺設計。片中的主要城市洛杉矶將於休斯敦拍攝，史考特也考慮在華納兄弟製片廠打造荒蕪的洛杉磯布景。
然而，劇本重寫遲遲未完成，已超過原定的開拍時程，華納兄弟也對史考特的構想抱持疑慮。最終華納兄弟開除了羅根，將普魯托塞維奇找回來。普魯托塞維奇將劇本重寫一遍，華納兄弟較能接受這版劇本，幾乎要為該片亮起綠燈，但在1997年12月，華納兄弟高層對高預算企劃進行評估，《我是傳奇》被認為太過花錢（預算約1.08億美元）而卡關。普魯托塞維奇再度被開除，他把預算過度膨脹歸咎於史考特加入後所作的改動，稱史考特的野心導致該片的規模由小變大，而華納兄弟本身起初也對史考特過於放任。《綜藝雜誌》指出，該片若無法把預算降到9000萬美元以下，可能就無望製作。最終華納兄弟在1998年3月中止了本片的製作計劃。作家大衛·休斯（David Hughes）指出，華納兄弟的決定與當時數部大片票房失利有關，包含《蝙蝠侠与罗宾》、《2013終極神差》和《地動天驚》。

#### 1998年－2006年
企劃中止後，史考特轉而製作《神鬼戰士》，而史瓦辛格雖然投身主演《魔鬼末日》，但報導稱他仍與《我是傳奇》保持聯繫。華納兄弟也沒有完全死心，於1998年7月延攬新導演羅伯·鮑曼，並與製片人史蒂文·魯瑟的公司Bel Air Entertainment合作，計畫以較低預算製作《我是傳奇》。魯瑟讀了每一個版本的草稿，決定再找回普魯托塞維奇擔任編劇。普魯托塞維奇在1998年12月30日寫出了規模較小的新劇本，但是華納兄弟當時新上任的首席运营官艾倫·F·霍恩不喜歡《我是傳奇》（原因據稱是他反對暴力電影），致使本片的發展難有起色。寇特·羅素當時一度是史瓦辛格的替代人選，但他主演的票房炸弹《兵人》成為否決因素。
2001年11月，據《綜藝雜誌》報導，威爾·史密斯與麥可·貝有望繼《絕地戰警》後再合作一部電影，選項包含《絕地戰警2》和《我是傳奇》。不過也有消息指出，如果《我是傳奇》能繼續製作的話，史瓦辛格可能不會把主演位子讓給史密斯。2002年3月，史瓦辛格同意改擔任製片人，《我是傳奇》重新回到華納兄弟的製作行列中，貝與史密斯已經在與片商談合約。他們的計劃仍是以普魯托塞維奇的劇本為藍圖，拍一部R級的黑暗電影。在霍恩持反對意見的情況下，該片在當時仍然未能拍成，也有部分原因是《28日後》已搶佔先機。
2005年左右，阿奇瓦·高斯曼接受華納兄弟製片部門總裁傑夫·羅賓諾夫（Jeff Robinov）的邀請，出任本片的製片人。高斯曼邀請在《魔間行者》有過合作經驗的導演法蘭西斯·羅倫斯，後者在2005年9月簽約執導本片，拍片作業預計於2006年開始。在與羅倫斯合作之下，高斯曼重寫了新的劇本，於2005年聖誕節之前完成，並寄給在《機械公敵》合作過的史密斯。2006年4月，史密斯簽約飾演男主角羅伯·奈佛。在史密斯的提議下，他們將高斯曼的新劇本與普魯托塞維奇的舊劇本結合在一起，並成功說服霍恩亮起綠燈。史密斯原本會先在2006年夏天至秋天開拍《全民超人》，本片的拍攝則等到2007年，但《全民超人》無法如期開拍，兩部片的拍攝時間於是對調，不過這讓《我是傳奇》劇組當時只剩16週的準備時間。2006年8月，本片定於2007年11月21日在美國上映，拍攝時程則定於2006年9月23日至2007年3月31日，預計為期七個月。2006年12月，本片改於2007年12月14日在美國上映。

### 編劇
本片的編劇名分由馬克·普魯托塞維奇與阿奇瓦·高斯曼持有，並標明除了原著小說外，約翰·威廉·柯林頓與喬伊斯·霍珀·柯林頓為《最后一个人》所寫的劇本也是本片藍本之一。受到华纳兄弟的賞識，普魯托塞維奇自1996年起擔任《我是傳奇》的編劇，在一波三折的籌備階段中，普魯托塞維奇三度加入並三度離開，最終不再與該企劃有牽連，高斯曼於2005年成為製片人並投入編劇。其他還有至少兩位編劇曾參與本片，分別是1997年時導演雷利·史考特所選的約翰·羅根，以及在預算問題浮現時被找來重寫劇本的尼爾·希門尼斯。
普魯托塞維奇非常喜歡原著小說和《最后一个人》，他在初稿中將本片設定在2002年的舊金山（原著小說則是康普顿），其筆下的感染者稱作「血細胞」（Hemocyte），渾身蒼白且無毛髮、有著吸血鬼的習性。血細胞有著一定程度的社会阶级，並且會活捉倖存者當成吸血的血液供應源。安娜當時的角色設定是嗎啡成癮者，為了救被血細胞抓走的弟弟而出賣奈佛。初稿的結局是奈佛盡可能從血細胞手中救出倖存者，並往海的方向前進。根據高斯曼的看法，普魯托塞維奇的劇本就已同時參考了原著小說和《最后一个人》。華納兄弟反對將舞台設定在舊金山，因為舊金山景觀獨特，難以用移花接木的方式拍攝，後來羅根便以2005年的洛杉矶取而代之。雖然當時找來動作巨星阿诺·施瓦辛格飾演主角，普魯托塞維奇在編劇時心中所想的是丹尼爾·戴-劉易斯。
羅根與史考特接手後，在5個月的期間持續改寫劇本，先後產出六代劇本。羅根認為該片的主軸是奈佛依附著過去的回憶來活下去，整部電影非常講究氛圍，是一則關於記憶和往事、略帶憂鬱的情感故事。兩人摒棄一般電影的公式，透過人类学、社会学和神學等實際面向思考「要是全人類僅存一人」會發生什麼事。羅根與史考特希望讓觀眾強烈地感受到奈佛的孤獨，初稿的頭一個小時完全沒有台詞，但這種作法風險太大，兩人後來決定播放奈佛妻子死前錄給他的錄音帶當作畫外音，羅根覺得該作法可以營造令人驚豔的效果。在某一版的草稿中，史考特提出新的故事方向，即奈佛將一隻血細胞抓來做實驗，發現它是女性並成功使它部份恢復成正常人，奈佛與它發展出類似愛情的關係。奈佛直到全片結束仍未找到任何其他的倖存者。
1997年底，華納兄弟認為羅根的劇本與直截了當的動作鉅片有落差，便讓普魯托塞維奇第二次執筆劇本。普魯托塞維奇採納羅根寫的第三幕（奈佛與女性變種人），新的劇本中血細胞變得更像禽獸，全片結局是奈佛逃過血細胞的攻擊並躲到廢棄機場，與一名倖存者男孩碰個正著。奈佛的狗當時叫做斯托克，向《德拉库拉》作者布莱姆·斯托克致敬。該版本的劇本令華納兄弟較為滿意，但整個企劃當時陷入預算過高的困境，希門尼斯受聘重寫劇本但未能挽救局面。1998年7月，華納兄弟打算將該片解凍，普魯托塞維奇第三度被找回來編劇，於1998年12月30日寫出新劇本。普魯托塞維奇在劇本中增加了室內場景的占比，取景地點也限縮在一定數量，目的是縮減預算。這份劇本更加著重於動作場面，不過由於史瓦辛格已逐漸淡出，電影的核心角色從奈佛改成了安娜與男孩伊森（設定從弟弟改成外甥）。該劇本仍未拍成，普魯托塞維奇最後不再參與其中。
2005年之後，高斯曼與新導演法蘭西斯·羅倫斯接手了企劃。羅倫斯對於「獨自一人在都市生存」的故事充滿興趣，看過的作品包含原著小說和《地球永存》，高斯曼則在小時候深受《最后一个人》所震撼。兩人讓焦點回到原著小說的「誰才是真正的怪物」之議題，在保留原著精神的前提下大幅修改劇情。高斯曼也將片中的主要城市從洛杉磯改成紐約，後者無時無刻不熱鬧擁擠，一旦失去人跡就更能表現出空虛的感覺。新主演威爾·史密斯希望將普魯托塞維奇與高斯曼的構想結合在一起，於是史密斯、羅倫斯、高斯曼，以及史密斯的合夥人詹姆斯·拉斯特四人開始集思廣益，至2006年5月時完成全片大綱。在電影已經開拍後，四人仍持續討論，從各自的角度調整劇本。

### 選角

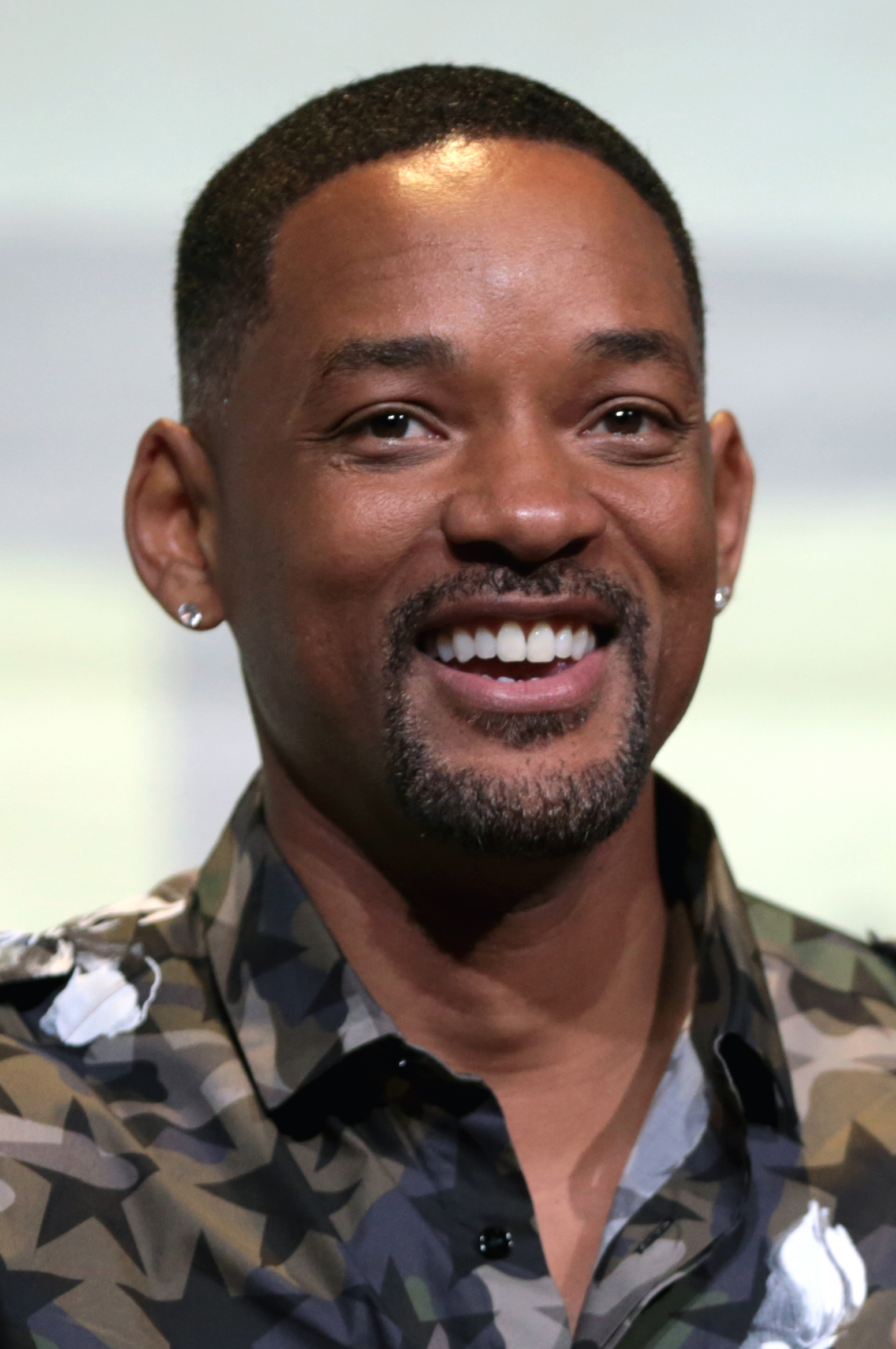
主演威爾·史密斯（攝於2016年）

威爾·史密斯於2006年4月簽約飾演男主角羅伯·奈佛。史密斯表示，他覺得這部片充滿潛力而接演，並稱飾演奈佛是繼在《威爾·史密斯之叱吒風雲》（2001年）中飾演穆罕默德·阿里以來最艱難的演出經驗，因為他在《我是傳奇》幾乎是隻身一人，演戲時沒有互動對象。為了打造引人入勝的獨角戲，史密斯嘗試一些即興演出，並參考主角孤立無援並掙扎求生的電影，一大參考對象即是汤姆·汉克斯演的《浩劫重生》。史密斯也向傳染病和單獨監禁的專家請教，並訪問前战俘和被單獨監禁過的人，其中包含黑豹党成員傑若尼莫·普瑞特。儘管奈佛渴望有人陪伴，他在遇到安娜與伊森時卻出現抗拒與內心掙扎，這點便是取自對前戰俘的研究。對於奈佛這個角色，史密斯將奈佛比做聖經故事裡幾乎失去一切的约伯，認為本片「探討了希望的必要性」，羅倫斯則指出奈佛藉由在生活中維持紀律讓自己免於發瘋。史密斯與長年的健身教練戴洛·佛斯特（Darrell Foster）再度合作，佛斯特安排史密斯在高強度的訓練後拍戲，如此一來便可演出角色在絕境之下求生的憔悴樣貌。
2006年7月時一度有消息稱強尼·戴普將與史密斯共演本片，但兩個月後即遭否定。2006年9月，據報導，演員莎莉·里查森將在片中飾演奈佛的妻子，而艾莉丝·布拉加則將飾演倖存者安娜（Anna）。布拉加認為安娜非常努力地鼓勵奈佛重拾希望，她的角色特質在於願意相信未知的事物。2006年10月，宣布史密斯的6歲女兒威洛·史密斯將在本片獻出她的大銀幕首秀，飾演奈佛的女兒瑪莉（Marley）。2007年2月，達什·米霍克加入演員陣容，飾演男性變種人首領。艾瑪·湯普遜也進行了未掛名演出，飾演艾莉絲·柯普恩博士，在電視上解說她發明的癌症疫苗（後來變異成殭屍病毒）。派特·法利幫片中沒有露臉的總統配音。歌手麥克·派頓受邀為片中的變種人配上奇怪的聲音，他花了4個小時完成錄音。
片中奈佛的狗小珊一共由三隻狗演員飾演，不過大部分戲份都由三歲的德國牧羊犬艾比（Abbey）演出。艾比的訓練師是史蒂夫·貝倫斯（Steve Berens），牠在開始與史密斯共戲前接受了三週的訓練。羅倫斯稱艾比演出時很少出狀況，少數例子是在拍你丟我撿的橋段時，艾比不願意配合，劇組不得不出動備用的狗演員。史密斯對艾比的表現讚譽有加，一度希望能領養牠，但艾比得留在工作崗位。

### 拍攝
本片的主體拍攝於2006年秋天開始，預算為1.5億美元。最初的拍攝行程先由第二攝影組（導演為維克·阿姆斯壯）負責，主要拍攝室外場景。2006年9月25日，本片正式開拍。本片的攝影指導由安德鲁·莱斯尼擔任，他主要採用變形鏡頭進行攝製，而閃回片段則以超35膠片攝影機拍攝，畫面長寬比為2.40:1。本片主要使用的攝影機是全景电影的Panaflex Platinum和Millennium XL，羅倫斯也經常選用手持攝影機（例如PanArri系列）進行跟拍，呈現充滿動作感的畫面。
片中的主要城市設定在紐約曼哈頓，導演羅倫斯為求真實自然的感覺，堅持在現場拍攝而不是在攝影棚進行。但由於紐約非常繁忙、不易拍片，華納兄弟出於預算和後勤考量不打算同意，所幸在《終極警探3》就有經驗的執行製片人麥可·塔德羅斯成功申請到拍攝許可，讓羅倫斯如願以償。紐約當局同意封閉部分地區以利劇組拍攝，封閉措施僅在夜裡或週末執行，這類的拍攝從2006年9月持續到2007年4月，影史上很少有電影在紐約取景如此之久。劇組用上的區域包含公园大道高架桥、第五大道和華盛頓廣場公園等繁忙地點，以及先驱广场、大中央總站和大都會藝術博物館。時報廣場是例外之一，劇組是以搭景拍攝搭配電腦特效。劇組放置廢棄車輛，並從佛罗里达州運來大量植物當作雜草，將城市布置成荒廢三年、已經部分回歸自然的樣子。整體來說，封街拍攝造成紐約市民生活上的不便，劇組拍片時的爆破聲和強光也影響到周遭的居民。實行管制也需要相當多的人力，劇組某次封閉第五大道的十個街區進行拍攝時，動用了200名製片助理來管理現場。
奈佛的住處取景於格林尼治村面向華盛頓廣場公園的一間紅磚屋，內景則是在威廉斯堡的馬爾西大街兵工廠（Marcy Avenue Armory）拍攝。劇組在兵工廠內的演習場搭建了完整的四層樓裝潢，並包含地下室和實驗室。奈佛經常光顧的錄影帶店實際上是格林尼治村的一間淘兒唱片門市，店主同意閉店幾天讓劇組使用。其他拍攝地點包含華盛頓高地、翠貝卡街區以及聖派崔克大教堂（St. Patrick's Cathedral）。劇組也實際登上已退役的無畏號航空母艦（可眺望整個曼哈頓），拍攝奈佛站在黑鳥式偵察機的尾翼上打高爾夫球的橋段，但規定禁止史密斯真的把球打出去。本片的拍攝於2007年4月結束，補拍於2007年11月左右進行，主要著重於結局的部分。劇組於11月8日當天在紐澤西州的芒特艾里取景，將當地當作安娜抵達的倖存者營地。

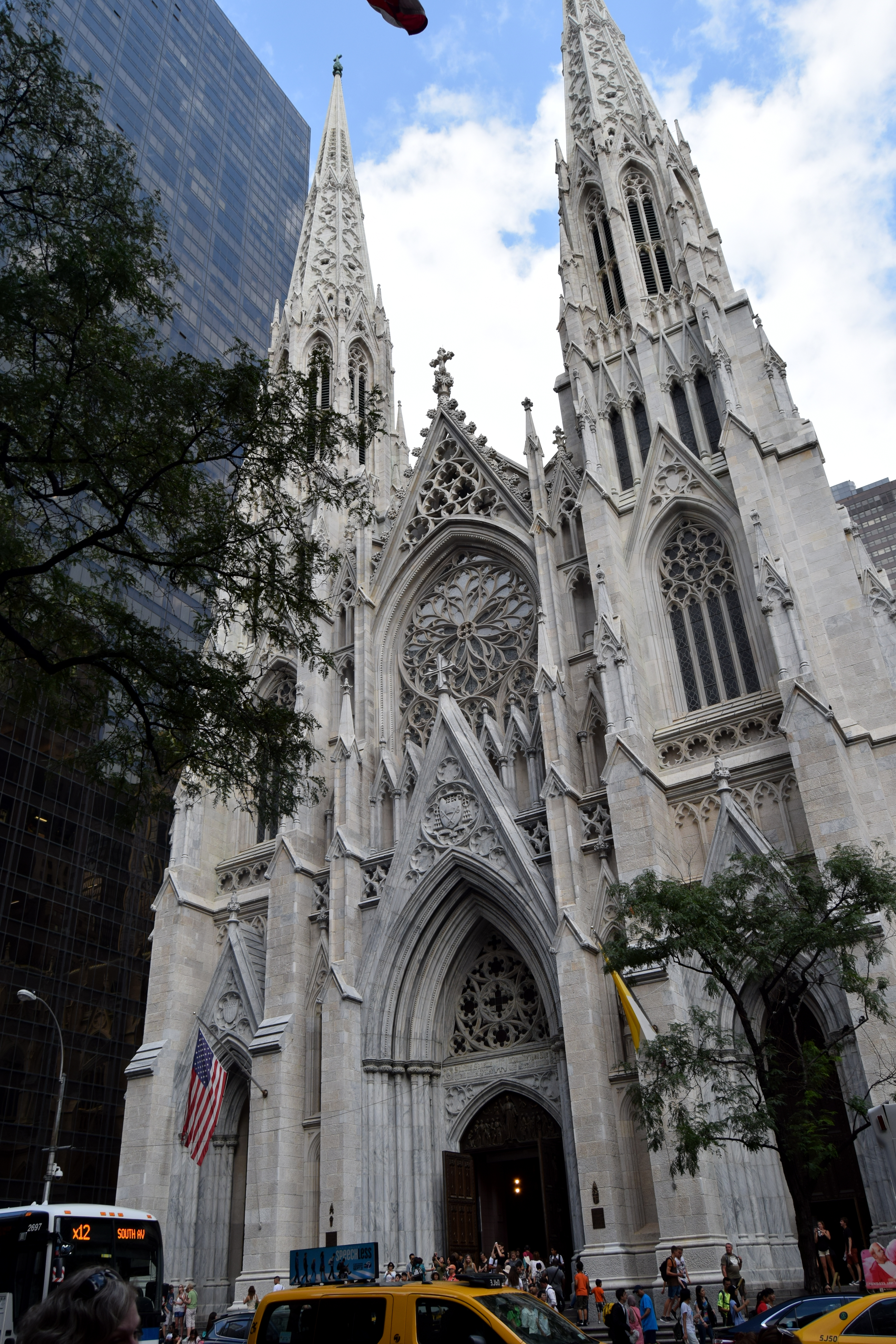
聖派崔克大教堂（攝於2016年）[註 5]
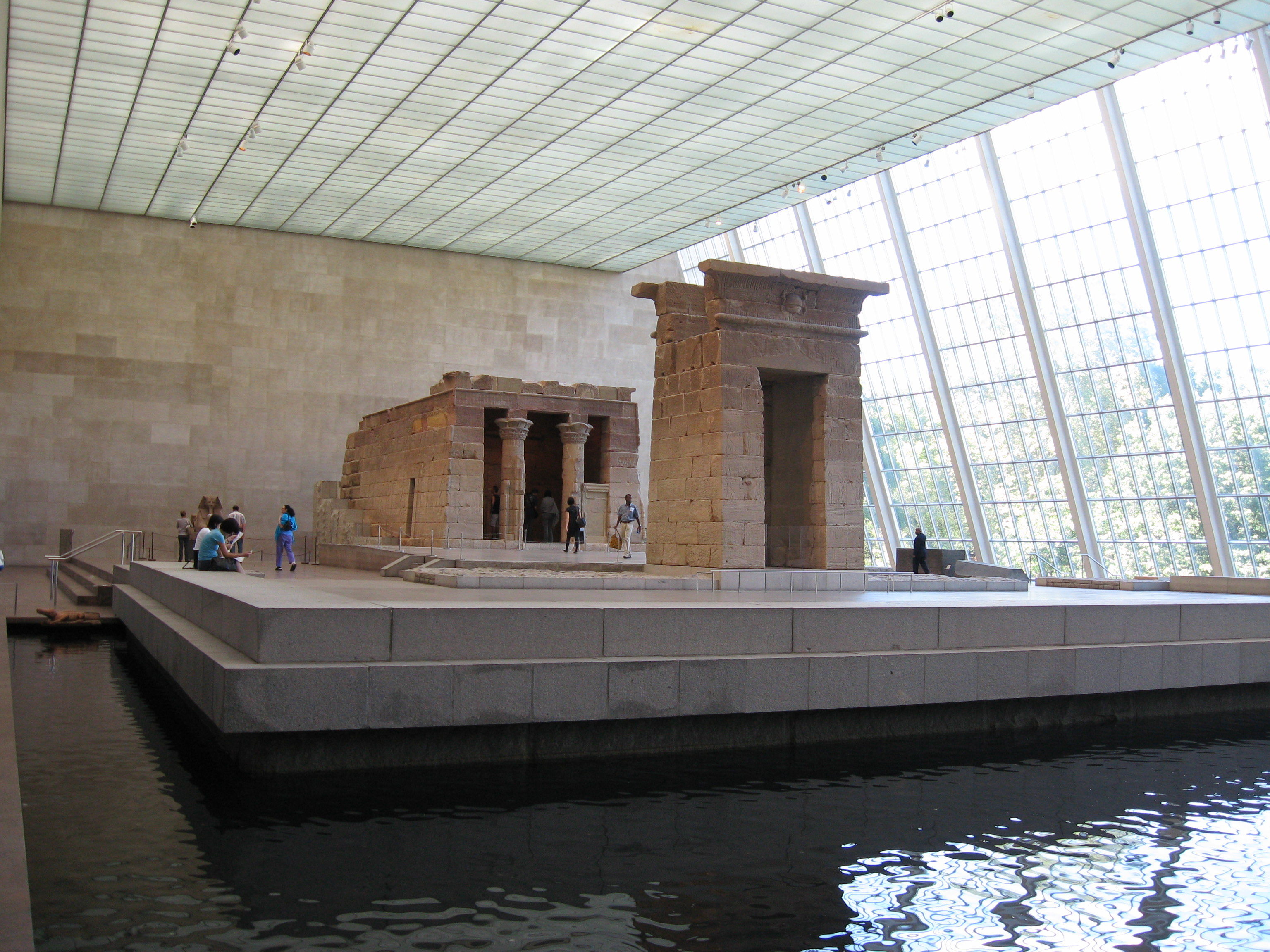
大都會藝術博物館的丹铎神庙區（攝於2007年），片中奈佛在此處釣魚
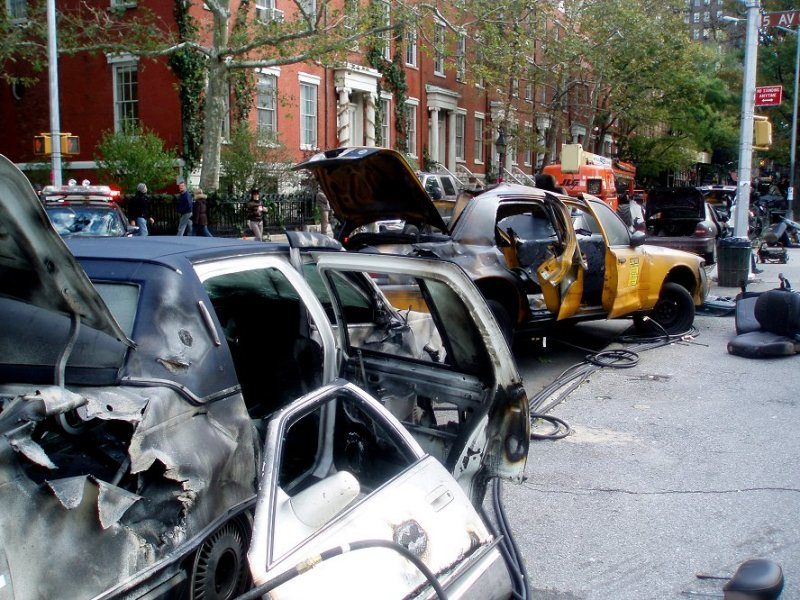
2006年10月31日的華盛頓廣場公園，劇組將當地布置完成以進行拍攝
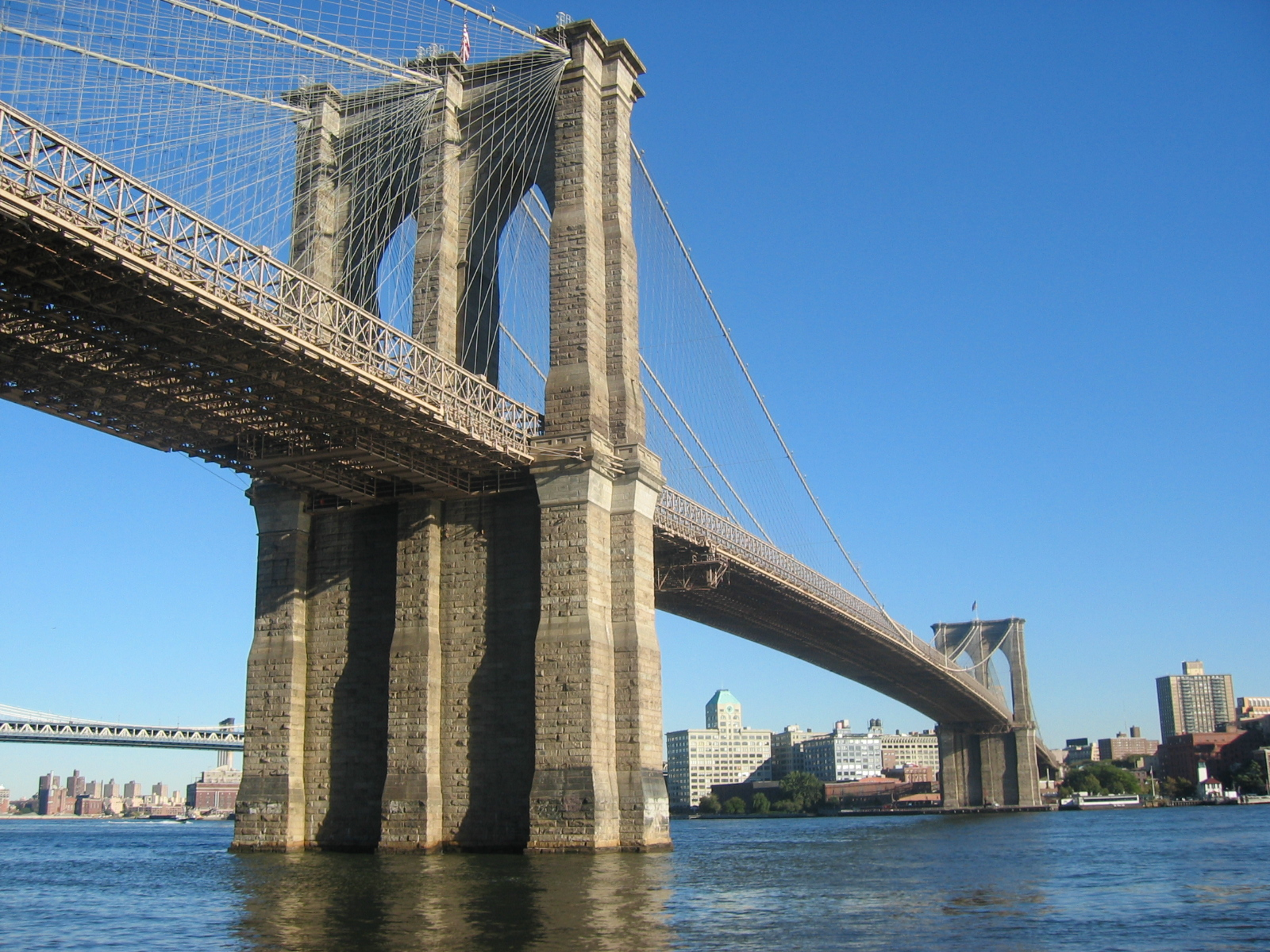
布魯克林大橋（攝於2004年）
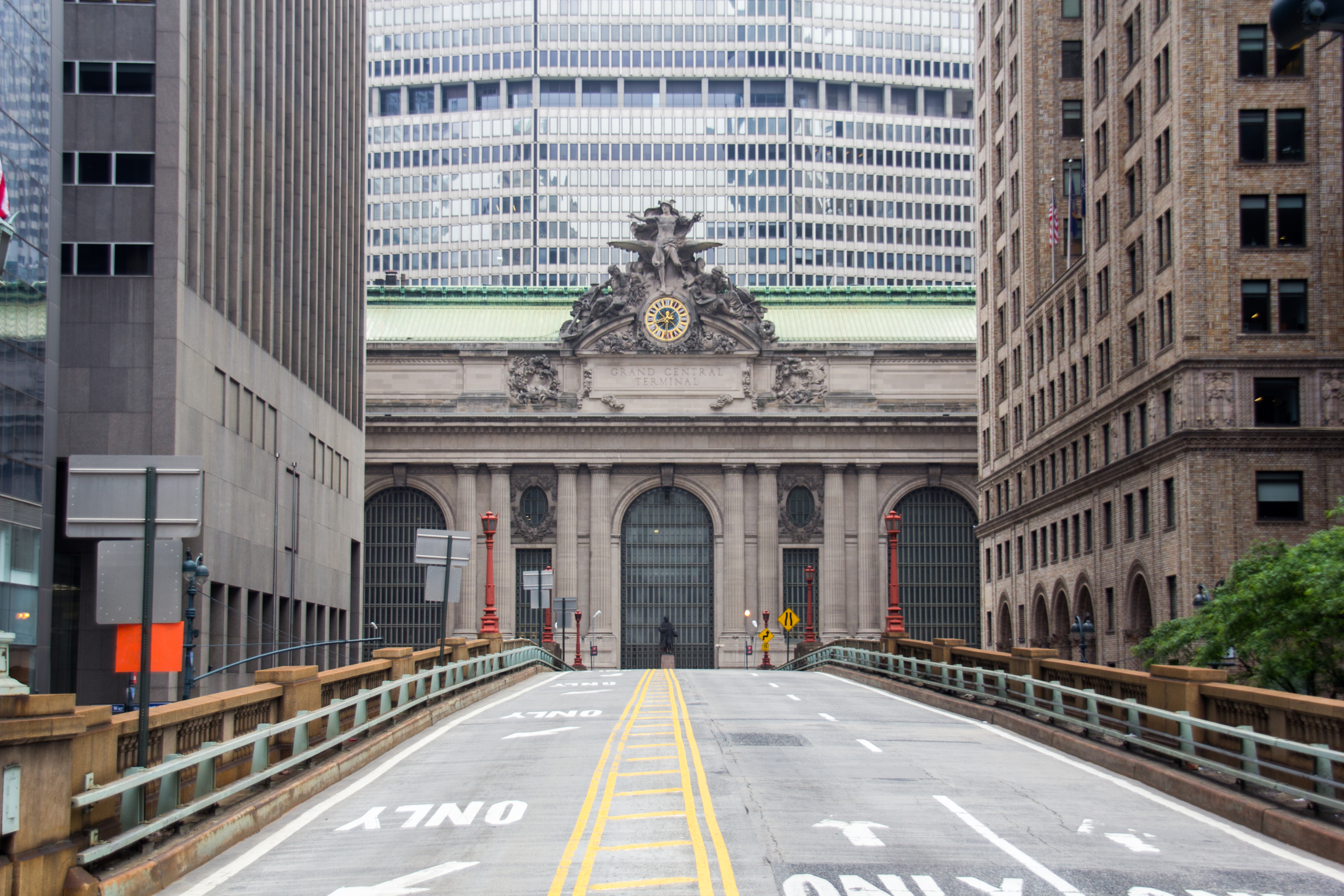
公园大道高架桥上一景，前方建築為大中央總站（攝於2017年）

#### 撤離橋段
在本片的閃回片段中，奈佛試圖將妻女送出城外避難，一路往布魯克林大橋前進，最終抵達聚集著一大群市民及軍人的突堤碼頭。該橋段的拍攝工程非常浩大，取景經理保羅·克萊默（Paul Kramer）從2006年7月就開始準備。為了這個橋段，克萊默必須向多達14個政府單位徵求許可，根據紐約電影、戲劇與廣播市長辦公室（MOFTB）人員的說法，九一一袭击事件過後公眾安全更受重視，使得申請程序變多也變嚴格。東河原本沒有碼頭，劇組與當局合作搭建了一個臨時碼頭，先將一艘290英尺（88）×40英尺（12）的驳船固定在河床上，再用65英尺（20）長的步道將之與河岸連接。
電影的故事發生在夏末，羅倫斯特意等到聖誕時節才拍閃回片段，讓兩者產生對比。劇組於2007年1月21日早上開始淨空現場並進行布置，並於1月23日起連拍六個晚上，當時的天氣非常寒冷嚴苛。拍攝期間動員了250名劇組人員，以及1000名臨時人員（包含160名紐約陸軍國民兵的士兵）。士兵們在拍攝期間擔任引導的角色，就如同執行真正的疏散行動一般。劇組也向軍方調用軍事設備並支付運輸費用，包含UH-60黑鹰直升机、幾台悍馬和三台史崔克裝甲車（首次於電影中出現）。美國海岸防衛隊提供了直升機和船隻，現場也有劇組調來的計程車、警車、消防車和救護車。奈佛抵達大橋之前的部分由第二攝影組沿著茂比利街一路拍攝，第二攝影組導演維克·阿姆斯壯沿用了2005年電影《世界大战》中類似場景的拍攝方法，並將攝影機數量從8台增加至13台。總結來說，劇組為了拍攝該橋段至少花費了500萬美元，可能是紐約當時耗資最鉅的電影拍攝工程。

### 特效與後製
本片的视觉效果主要在洛杉磯的索尼特效工房製作，視覺總監以簡尼克·賽爾斯為首，其他成員包含吉姆·伯尼、大衛·紹布與大衛·A·史密斯（David A. Smith）。本片包含超過800個视觉效果鏡頭，主要用在兩個方面：逐漸荒廢的曼哈頓市景以及黑暗獵人。
片中的城市毫無人煙且荒涼，路上長滿雜草，廢棄的汽車到處可見。後製團隊借助電腦生成圖像（CGI）技術來處理在曼哈頓拍好的畫面，首先消除不相關人員的身影，例如開車路過的民眾以及摩天大樓裡的人們，再加入額外細節以及用電腦動畫呈現的野生動物（例如鹿）。未能實地拍攝的橋段的做法則不太一樣，例如布魯克林大橋被炸斷便是完全以CGI打造，而對於奈佛在時報廣場獵鹿的橋段，劇組先在國王橋兵工廠搭建了130英尺（40）×400英尺（120）的地面布景，再藉由藍幕技術將背景替換成數位製作的廣場景象。整體來說，為了將市景改造成荒廢三年的模樣，特效團隊會將畫面中實際存在的物體（如建築物）掃描成三维模型，並以Photoshop與Cinema 4D製作所需的材質，最後在Maya與RenderMan上進行材质贴图。在設計空無一人的城市樣貌時，勞倫斯選擇的視覺風格受到约翰·福特的西部片所影響，他表示：「很多（末日）電影都發生在風和日麗的日子。不黑暗也不恐怖的空曠城市本身就有魔力。」有報導稱，劇組花費4000萬美元才打造出觀眾所見的曼哈頓。
在原著小說中，感染者們成了吸血鬼，但片中的黑暗獵人並不是傳統認知中的吸血鬼，在設定上他們的變異在於腎上腺不停作用，有明顯的过度换气。劇組借助CGI技術呈現片中的黑暗獵人和被感染的犬隻，羅倫斯起初打算讓真人演員扮演黑暗獵人，這些演員包含舞者和跑酷者，他們在拍攝時會進行假肢化妝、剃光頭，渾身塗上白堊粉。但進入拍攝一週後，羅倫斯認為效果不佳、演員們看起來像一幫默劇演員，因而決定用CGI取而代之，原本的演員們則改穿动作捕捉服進行演出。帕特里克·塔特普洛斯工作室負責為黑暗獵人建模，一共有男女各三種基礎模型，藉由修改高矮胖瘦等數值，特效團隊打造出了43個截然不同的模型。黑暗獵人的模型主要分為三層：骨骼、肌肉和半透明皮膚。據報導，CGI的作法額外耗資數百萬美元，後製也被迫延長數週。羅倫斯在2011年承認，當時的後製時間嚴重不足，導致黑暗獵人的CGI變成片中的主要敗筆。

### 配樂
本片的配樂由詹姆斯·紐頓·霍華譜寫，好萊塢交響樂團與好萊塢電影合唱團演出。配樂主要由钢琴樂組成，霍華也以合唱音樂來點綴，部分曲目使用了小號。Soundtrack.Net評論家湯瑪斯·辛普森（Thomas Simpson）稱讚霍華的配樂低調地融入了電影。除了霍華的曲目之外，本片也出現了巴布·馬利的歌曲Three Little Birds、I Shot the Sheriff和Stir It Up。馬利是主角奈佛最愛的歌手，奈佛的女兒瑪莉（英文同名）即是以他命名。
電影原聲帶於2008年1月15日由瓦雷澤·薩拉班德唱片發行。
| 原聲帶曲目列表 | 原聲帶曲目列表                             | 原聲帶曲目列表 |
| 曲序           | 曲目                                       | 时长           |
| -------------- | ------------------------------------------ | -------------- |
| 1.             | My Name is Robert Neville（我是羅伯·奈佛） | 2:51           |
| 2.             | Deer Hunting（獵鹿）                       | 1:17           |
| 3.             | Evacuation（撤離）                         | 4:27           |
| 4.             | Scan Her Again（再驗一次）                 | 1:42           |
| 5.             | Darkseeker Dogs（被感染的狗）              | 2:17           |
| 6.             | Sam's Gone（小珊死了）                     | 1:48           |
| 7.             | Talk to Me（和我說話啊）                   | 0:56           |
| 8.             | The Pier（碼頭）                           | 5:17           |
| 9.             | Can They Do That?（他們會嗎？）            | 2:09           |
| 10.            | I'm Listening（我在聽）                    | 2:10           |
| 11.            | The Jagged Edge（鋸齒邊緣）                | 5:16           |
| 12.            | Reunited（重逢）                           | 7:50           |
| 13.            | I'm Sorry（我很抱歉）                      | 2:22           |
| 14.            | Epilogue（尾聲）                           | 4:13           |
| 总时长：       | 总时长：                                   | 44:27          |

## 上映
本片於2007年12月11日在麦迪逊广场花园的華盛頓音樂劇場（WAMU Theater）舉辦首映禮，隨後於12月14日在美國院線上映（含IMAX版本）。在上映之前，本片的前導预告片於2007年6月發布，同年10月釋出國際版預告。美國電影協會將本片分為PG-13級，13歲以下兒童需要有父母陪同觀看，原因是本片包含激烈的暴力和科幻動作場面。

### 票房
截至下檔日，《我是傳奇》在美國及加拿大地區共累積了2.563億美元的票房，加上來自其他地區的3.29億美元，全球票房共計5.85億美元，而其製片預算則是1.5億美元。在所有2007年電影中，本片的全美票房排行第六，全球票房排行第七。

#### 美國票房
在美國，本片與《鼠來寶》和《我的聖誕老公》同週上映，首週末在全美3606家電影院上映。《綜藝雜誌》映前預測本片的頭三天票房有望超過4000萬美元。本片在上映當天（星期五）收穫3005萬美元，創下華納兄弟12月上映電影的首日紀錄，以及威爾·史密斯生涯作品的首日紀錄。最終，本片於首週末三天收穫超乎預期的7721萬美元，排名票房冠軍，其中有340萬來自IMAX場次。該表現打破12月上映電影的週末票房紀錄，直到2012年才再被《霍比特人：意外之旅》（8460萬美元）超越。次週末，本片的票房為3350萬美元，僅有前週末的44%，次於新片《國家寶藏：古籍秘辛》（4478萬美元）排名第二。至圣诞节為止，本片的全美票房已突破1.5億美元。第三個週末適逢新年假期週，本片在這五天收穫3905萬美元，排名當週第三，並在12月31日達成總票房2億美元的成就。截止至下檔日，本片的全美票房總計為2.563億美元。
| 週次（日期）                          | 上映院數   | 週末票房   | 週末名次   | 累積票房 | 備註                   |
| ------------------------------------- | ---------- | ---------- | ---------- | -------- | ---------------------- |
| 第1週（2007年12月14日－12月16日）     | 3606       | 7721萬     | 第1名      | 7721萬   |                        |
| 第2週（2007年12月21日－12月25日）     | 3620       | 4768萬     | 第2名      | 1.5億    | 圣诞节週末             |
| 第3週（2007年12月28日－2008年1月1日） | 3636       | 3905萬     | 第3名      | 2.06億   | 新年週末               |
| 第4週（2008年1月4日－1月6日）         | 3648       | 1571萬     | 第3名      | 2.28億   |                        |
| 第5週（2008年1月11日－1月13日）       | 3353       | 817萬      | 第6名      | 2.4億    |                        |
| 第6週（2008年1月18日－1月21日）       | 2525       | 590萬      | 第9名      | 2.47億   | 马丁·路德·金纪念日週末 |
| 第7週（2008年1月25日－1月27日）       | 1405       | 221萬      | 第17名     | 2.48億   |                        |
| 截止至下檔                            | 截止至下檔 | 截止至下檔 | 截止至下檔 | 2.563億  | [ 3 ]                  |

#### 海外票房
在海外，本片首先於八個亞洲地區上映（與美國同步），首週收穫1980萬美元，僅次於《魔幻羅盤》和《蜜蜂電影》。次週末已有15個地區上映，本片斬獲2620萬美元成為該週榜首，並在英國、法國、西班牙、比利時和荷蘭奪得票房冠軍。第三週結束時，本片的海外票房總計已突破1億美元，同時以4610萬美元成為該週末的海外冠軍，並在以下地區成為週榜第一：丹麥、以色列、挪威、葡萄牙和南非。本片在歐洲持續表現出色，海外票房在第五週跨過2億美元大關。本片在第二週至第六週蟬聯海外票房冠軍，前一部同樣達成五連霸的電影是去年的《料理鼠王》。第八週，本片成為影史上第51部在美國以外斬獲3億美元票房的電影。第九週，本片在最後一個海外重點市場俄羅斯上映。截止至下檔日，本片的海外票房總計為3.29億美元。
| 週次（日期）                      | 上映地區數 | 上映銀幕數 | 週末票房       | 週末名次   | 累積票房         | 備註            |
| --------------------------------- | ---------- | ---------- | -------------- | ---------- | ---------------- | --------------- |
| 第1週（2007年12月14日－12月16日） | 8          | 1300       | 1980萬－2000萬 | 第3名      | 1980萬－2000萬   | [ 139 ] [ 141 ] |
| 第2週（2007年12月21日－12月23日） | 15         | 不適用     | 2620萬         | 第1名      | 7640萬           | [ 142 ] [ 143 ] |
| 第3週（2007年12月28日－12月30日） | 25         | 不適用     | 4610萬         | 第1名      | 1.17億           | [ 144 ] [ 151 ] |
| 第4週（2008年1月4日－1月6日）     | 36         | 3900       | 3300萬－3400萬 | 第1名      | 1.693億－1.702億 | [ 152 ] [ 153 ] |
| 第5週（2008年1月11日－1月13日）   | 47         | 5000       | 3620萬         | 第1名      | 2.18億           | [ 147 ]         |
| 第6週（2008年1月18日－1月20日）   | 54         | 6200       | 2870萬－2900萬 | 第1名      | 2.624億－2.625億 | [ 148 ] [ 154 ] |
| 第7週（2008年1月25日－1月27日）   | 57         | 5400       | 1580萬         | 第3名      | 2.9億            | [ 155 ] [ 156 ] |
| 第8週（2008年2月1日－2月3日）     | 55         | 4100       | 780萬          | 第5名      | 3.036億          | [ 149 ]         |
| 第9週（2008年2月8日－2月10日）    | 不適用     | 2657－3400 | 900萬          | 第4名      | 3.174億          | [ 157 ] [ 158 ] |
| 截止至下檔                        | 截止至下檔 | 截止至下檔 | 截止至下檔     | 截止至下檔 | 3.29億美元       | [ 3 ]           |

## 迴響

### 影評
| 綜合得分     | 綜合得分 |
| 來源         | 評分     |
| ------------ | -------- |
|              | 65/100   |
| 爛番茄       | 68/100   |
| 評論得分     |          |
| 來源         | 評分     |
| 芝加哥太陽報 | [ 160 ]  |
| 芝加哥論壇報 | [ 161 ]  |
| 帝國雜誌     | [ 162 ]  |
| 娱乐周刊     | B        |
| 首映雜誌     | [ 164 ]  |
| 費城詢問報   | [ 165 ]  |
| 今日美國     | [ 166 ]  |

根据評論匯總网站爛番茄汇总的216篇评论文章，68%的评论家给予该作正面评价，平均打分为6.30分（满分10分）。该网站总结的评论家共识是“《我是傳奇》沒有毀在品質堪慮的特效，這部片的成功主要歸功於威爾·史密斯的迷人演出。”在Metacritic網站上，本片得到「正面評論為主」的綜合評分，獲得了65/100分（37位影評人）。據美國CinemaScore所進行的調查，觀眾的平均評價於A+至F間落於「B」。
史密斯獨挑大樑的表現獲得多數影評人讚賞，部分評論將之與《浩劫重生》的汤姆·汉克斯做比較。《首映雜誌》的影評人艾瑞克·歐特（Eric Alt）稱讚史密斯的開場表現，認為他成功藉由肢體動作和面部表情，讓觀眾同情角色的痛苦與孤獨。《华尔街日报》的影評人喬·摩根斯坦稱讚史密斯在角色瀕臨瘋狂時的表現。《纽约时报》的影評人A·O·史考特則指出：「正是史密斯人格特質的魅力，讓他的角色徹底孤立的處境顯得可怕且令人驚豔，同時也有著奇怪的吸引力。」
本片的視覺呈現獲得兩極的評價，《芝加哥太陽報》的罗杰·埃伯特稱讚導演法蘭西斯·羅倫斯有效地運用怪物讓觀眾坐立不安，但歐特批評導演用來嚇人的手法重複性過高。許多影評人對片中荒廢的曼哈頓市景感到驚奇，《時代雜誌》的理查·科利斯欣賞從中流露的陰森感。對於黑暗獵人的呈現則以負面評價居多，主要批評電腦生成圖像（CGI）成果粗糙以及外觀了無新意。《荷里活報道》的寇克·哈尼科特（Kirk Honeycutt）稱黑暗獵人是又煩人又假的生物，反而有著滑稽的感覺。黑暗獵人的強大體能和大同小異的長相也被批評不具說服力。
對於本片的整體格調，史考特認為本片的恐懼和懸疑感混合了沉思一般的牧歌氛圍，並且也引人思考有關人類浩劫和存續的問題。《娱乐周刊》的歐文·格萊伯曼覺得病毒威脅之話題堪稱過時。影評人在劇本方面也有褒貶不一的現象。《村聲》的史考特·方達斯（Scott Foundas）認為劇本轉移了原著小說的重心卻仍同樣強而有力，且閃回片段的安排相當精妙。摩根斯坦批評全片的劇本著重於小插曲和大場面，反而在戲劇性發展（dramatic development）上有所欠缺。影評人也抱怨了劇情漏洞，例如安娜的出現不具說服力。一些影評人認為本片在後半表現不甚理想，包含結局在內。《Slate》的黛娜·史蒂文斯指出，本片的前半段步調從容不迫，但隨著夜幕降臨，電影步上了好萊塢動作片的標準節奏。與其他同類型的電影相比，《芝加哥論壇報》的麥可·菲利普斯欣賞本片較為不做作且比較令人毛骨悚然，《費城詢問報》的史蒂文·雷等影評人則稱《28日後》是比本片更出色的同類作品。
原著小說作者李察·麥森認為本片並沒有遵照他的作品，不過給予好評。

### 獎項
| 獎名                    | 頒獎日期       | 獎項                               | 入圍者 | 結果 | 来源                            |
| ----------------------- | -------------- | ---------------------------------- | --- | ---- | ------------------------------- |
| 卫星奖                  | 2007年12月16日 | 最佳音效                           | 托德·梅特兰、斯基普·列夫赛、里克·克莱恩、傑瑞米·皮爾森（Jeremy Peirson）                                                                                        | 提名 | [ 182 ] [ 183 ] [ 184 ] [ 185 ] |
| 圣路易斯影评人协会奖    | 2007年12月21日 | 最佳視覺效果/特效                  | 《我是傳奇》 | 提名 | [ 186 ] [ 187 ] [ 188 ]         |
| 美國演員工會獎          | 2008年1月27日  | 最佳特技整體演出                   | 《我是傳奇》 | 提名 | [ 190 ] [ 191 ] [ 192 ] [ 193 ] |
| 視覺效果工會獎          | 2008年2月10日  | 最佳視覺效果（視覺效果主打電影類） | 簡尼克·賽爾斯、麥克·錢伯斯（Mike Chambers）、吉姆·伯尼、克萊斯·佛賽斯-史密斯（Crys Forsyth-Smith）                                                              | 提名 | [ 194 ] [ 196 ] [ 197 ]         |
| 視覺效果工會獎          | 2008年2月10日  | 最佳動畫呈現角色（真人電影類）     | 「感染者首領」（The Infected Leader）——大衛·紹布、馬可·馬倫吉、喬許·貝佛里奇（Josh Beveridge）                                                                  | 提名 | [ 194 ] [ 196 ] [ 197 ]         |
| 視覺效果工會獎          | 2008年2月10日  | 最佳環境呈現（真人電影類）         | 「時報廣場狩獵」（Times Square hunt）——丹尼爾·伊頓（Daniel Eaton）、布萊恩·肯尼森（Blaine Kennison）、羅恩·葛瑞絲（Ron Gress）、戴維德·施瓦茨（Daveed Shwartz） | 提名 | [ 194 ] [ 196 ] [ 197 ]         |
| 視覺效果工會獎          | 2008年2月10日  | 最佳特效合成（電影類）             | 「港口大撤離」（Seaport Evacuation）——達倫·盧里（Darren Lurie）、約翰·佐佐木（John Sasaki）、麗塔·孔兹勒（Rita Kunzler）、菲什·艾森菲爾德（Fish Essenfeld）     | 提名 | [ 194 ] [ 196 ] [ 197 ]         |
| 有色人种进步协会形象奖  | 2008年2月14日  | 最佳影片                           | 《我是傳奇》 | 提名 | [ 198 ] [ 200 ] [ 201 ] [ 202 ] |
| 有色人种进步协会形象奖  | 2008年2月14日  | 最佳男主角                         | 威爾·史密斯 | 提名 | [ 198 ] [ 200 ] [ 201 ] [ 202 ] |
| 金膠捲獎                | 2008年2月23日  | 最佳長片音效與擬聲音效             | 《我是傳奇》 | 提名 | [ 204 ]                         |
| 朗多·哈頓經典恐怖電影獎 | 2008年3月12日  | 最佳影片                           | 《我是傳奇》 | 提名 | [ 206 ]                         |
| 青年艺术家奖            | 2008年3月30日  | 最佳電影年輕女演員（10歲或以下）   | 威洛·史密斯 | 提名 | [ 208 ]                         |
| 金預告獎                | 2008年5月8日   | 最佳恐怖電影                       | 《我是傳奇》——華納兄弟、Skip Film | 獲獎 | [ 210 ]                         |
| 金預告獎                | 2008年5月8日   | 最佳音效剪輯                       | 《我是傳奇》——華納兄弟、Trailer Park | 獲獎 | [ 210 ]                         |
| 金預告獎                | 2008年5月8日   | 最佳驚悚片電視廣告                 | 《我是傳奇》「One」——華納兄弟、Skip Film | 提名 | [ 210 ]                         |
| 金預告獎                | 2008年5月8日   | 最原創電視廣告                     | 《我是傳奇》「Quarentine」——華納兄弟、Skip Film | 提名 | [ 210 ]                         |
| 金預告獎                | 2008年5月8日   | 最佳大面積海報                     | 《我是傳奇》「Outdoor Series」——華納兄弟、Crew Creative | 提名 | [ 210 ]                         |
| MTV影視大獎             | 2008年6月1日   | 最佳電影                           | 《我是傳奇》 | 提名 | [ 211 ] [ 212 ] [ 213 ] [ 214 ] |
| MTV影視大獎             | 2008年6月1日   | 最佳電影男主角                     | 威爾·史密斯 | 獲獎 | [ 211 ] [ 212 ] [ 213 ] [ 214 ] |
| 土星獎                  | 2008年6月24日  | 最佳科幻電影                       | 《我是傳奇》 | 提名 | [ 215 ] [ 216 ]                 |
| 土星獎                  | 2008年6月24日  | 最佳電影男主角                     | 威爾·史密斯 | 獲獎 | [ 215 ] [ 216 ]                 |
| 青少年票選獎            | 2008年8月4日   | 電影票選獎：恐怖片/驚悚片          | 《我是傳奇》 | 獲獎 | [ 217 ] [ 218 ]                 |
| 青少年票選獎            | 2008年8月4日   | 電影票選獎：恐怖片/驚悚片男主角    | 威爾·史密斯 | 獲獎 | [ 217 ] [ 218 ]                 |
| 英國國家電影獎          | 2008年9月8日   | 最佳動作片/冒險片                  | 《我是傳奇》 | 提名 | [ 219 ] [ 220 ]                 |
| 英國國家電影獎          | 2008年9月8日   | 最佳男演員                         | 威爾·史密斯 | 提名 | [ 219 ] [ 220 ]                 |
| 尖叫奖                  | 2008年10月18日 | 最佳科幻電影                       | 《我是傳奇》 | 提名 | [ 222 ] [ 223 ]                 |
| 尖叫奖                  | 2008年10月18日 | 最佳科幻片男主角                   | 威爾·史密斯 | 提名 | [ 222 ] [ 223 ]                 |
| 尖叫奖                  | 2008年10月18日 | 最深刻的受傷戲                     | 感染者的攻擊 | 提名 | [ 222 ] [ 223 ]                 |
| 世界电影原声学会獎      | 2008年10月18日 | 年度配乐家                         | 詹姆斯·紐頓·霍華 | 獲獎 | [ 224 ] [ 225 ] [ 226 ]         |

此外，本片在2007年12月入圍第80屆奧斯卡金像獎最佳視覺效果的初選名單，2008年1月再挺進一輪下一輪名單，但未能進入決選名單。

## 家用媒體
本片的DVD與藍光光碟於2008年3月18日在美國發行，DVD分為單碟版（全屏或寬屏）和雙碟版兩種版本。特別收錄方面，DVD單碟版收錄了四段劇情動畫，藍光光碟與DVD雙碟版則額外包含未公開剪輯版以及幕後製作花絮。未公開剪輯版比院線版多出4分鐘，有約7分鐘的不同之處，涵蓋兩個新場景、一個修改過的場景以及截然不同的結局。在美國，本片的DVD是2008年第一季的銷量榜冠軍，以及租片榜的第19名，不過實際的銷量表現並未滿足華納兄弟的高期望。2008年12月9日，華納兄弟發行了三碟裝終極收藏版（Ultimate Collector's Edition），有DVD版和藍光光碟版兩種版本，附有許多實體收藏品，如一本44頁的設定集。超高清蓝光光碟於2016年12月6日發行。

## 續集
儘管對華納兄弟來說，製作本片的續集非常有利可圖，但因為史密斯飾演的主角已在結局身亡，讓情況變得棘手。2008年9月，據《綜藝雜誌》報導，華納兄弟正在籌備本片的前傳，史密斯回歸飾演羅伯·奈佛，導演也再度由羅倫斯擔任。史密斯、羅倫斯、高斯曼，以及史密斯的合夥人詹姆斯·拉斯特已在數個月中構思出詳細的大鋼，華納兄弟聘請編劇D·B·魏斯將之寫成劇本。前傳將講述紐約淪陷且奈佛徹底成為孤身一人之前的最後一段時日。2011年5月，羅倫斯在受訪時自稱已退出，並不看好續作計畫能夠實現。2012年2月，報導稱華納兄弟將投入製作《我是傳奇》的續集，高斯曼和Overbrook Entertainment（史密斯成立的製片公司）都已簽約，並計畫找史密斯回歸演出，劇本由艾瑞許·阿梅爾執筆。2014年10月，據報導，華納兄弟已在該年4月買下蓋瑞·葛拉漢（Gary Graham）的待售劇本《末日花園》（A Garden At The End Of The World），並打算讓葛拉漢將之改寫成《我是傳奇》重啟作的劇本。史密斯將不會參演。
2022年3月，據報導，《我是傳奇》的續集已進入籌備，由高斯曼執筆劇本，史密斯和麥可·B·喬丹領銜主演。2023年2月，高斯曼告訴Deadline Hollywood，續集的故事將設定在第一集的多年後。高斯曼回頭參照了麥森的原著小說以及第一集的「另一個結局」，並受到《最後生還者》的影響。外界認為這表示續集將從「另一個結局」出發，奈佛在該結局裡並未死去，解釋了史密斯的回歸。艾莉丝·布拉加在2023年5月表示她很樂意演出續集。2023年12月，史密斯在紅海國際影展期間證實他們將採用「另一個結局」。2024年6月，喬丹表示續集仍在編劇階段。2024年7月，高斯曼已完成劇本的第二稿，且華納兄弟有意邀請小史蒂芬·卡普爾擔任導演。

## 備註
1. 1 2  小珊（Sam）是暱稱，全名是萨曼莎（Samantha）。
2. 1 2  原文：
3. ↑  部分特效化妝的設計可在網路上瀏覽[29][30]。
4. ↑  該名稱在本片的發展過程中長期使用，不過最終成片改以「黑暗獵人」（Darkseekers）稱呼感染者。
5. ↑  因相關橋段被刪減而未出現在正片中。
6. ↑  原文：
7. ↑  《綜藝雜誌》的數據為2970萬，但不影響紀錄刷新[122]。
8. ↑  超越《瞞天過海2：長驅直入》[122]的1473萬美元[122][124]。
9. ↑  超越《黑超特警組2》[122]的1859萬美元[122][125]。
10. ↑  超越《魔戒三部曲：王者再臨》[120]的7262萬美元[128]。
11. ↑  各週的相關報導彙整：第1週（[120][126]）、第2週（[132][133]）、第3週（[131][134]）、第4週（[135][136]）、第5週（[137]）、第6週（[138]）
12. ↑  原文：
13. ↑  見以下文獻：[106][163][164][165][168][169][170][171][172][173][174]
14. ↑  原文：
15. ↑  見以下文獻：[106][172][175][176]
16. ↑  見以下文獻：[106][162][164][166][168][175][176][178]
17. ↑  見以下文獻：[165][166][175][176][180]
18. ↑  憑藉《我是傳奇》、《蓋世奇才》、《敵對同謀》入圍。
19. ↑  原文是「a few decades」。

## 腳註
1. ↑  . British Board of Film Classification.   [2024-08-19]. （原始内容存档于2024-08-19） （英语）.
2. ↑  美国电影学会目录上的《我是傳奇》（英文）
3. 1 2 3 4 5 6 7 8 9  Box Office Mojo上《我是傳奇》的資料（英文）
4. 1 2 3 4 5 6 7 8 9 10 11 12 13 14 15 16  Beale, Lewis. . The New York Times. 2007-01-14  [2007-11-06]. （原始内容存档于2022-06-06） （英语）.
5. 1 2 3  《我是傳奇》片尾名單
6. 1 2 3 4  Galloway, Stephen. . The Hollywood Reporter. 1998-03-13 （美国英语）.Nexis Uni 3S71-2X00-006P-R4SV-00000-00
7. 1 2 3 4 5 6 7 8 9 10 11 12 13 14 15 16 17 18 19 20 21  Halbfinger, David M. . The New York Times. 2007-11-04  [2007-11-05]. （原始内容存档于2017-08-08） （美国英语）.
8. 1 2 3 4  Hill, Logan. . New York Magazine. 2007-11-30  [2024-08-17]. （原始内容存档于2024-08-17） （英语）.
9. 1 2 3  Brownfield, Paul. . Los Angeles Times. 2007-12-13  [2024-08-08]. （原始内容存档于2024-06-30） （美国英语）.
10. ↑  Holtreman, Vic. . Screen Rant. 2008-03-06  [2024-08-15]. （原始内容存档于2024-08-17） （英语）.
11. 1 2  Cotter, Padraig. . Screen Rant. 2018-01-22  [2024-08-15]. （原始内容存档于2023-08-13） （英语）.
12. 1 2 3  Reyes, Mike. . Cinema Blend. 2020-04-02  [2020-05-18]. （原始内容存档于2020-04-03） （英语）.
13. ↑  Derisz, Ricky. . Looper.   [2020-05-18]. （原始内容存档于2017-12-24） （英语）.
14. ↑  Kennedy, Michael. . Screen Rant.   [2020-05-18]. （原始内容存档于2019-12-09） （英语）.
15. ↑  Wurm, Gerald. . www.movie-censorship.com.   [2020-09-24]. （原始内容存档于2008-05-06） （英语）.
16. 1 2  . ShockTillYouDrop.com. 2007-12-03  [2007-12-03]. （原始内容存档于2008-01-06） （英语）.
17. 1 2  Hughes 2002，第126頁.
18. 1 2  Fleming, Michael. . Variety. 2002-03-17  [2007-05-02]. （原始内容存档于2020-10-21） （美国英语）.
19. ↑  Parker, Donna. . The Hollywood Reporter. 1995-05-09 （美国英语）.Nexis Uni 3SJF-BXC0-006P-R22G-00000-00
20. 1 2  Hughes 2002，第126-127頁.
21. 1 2 3 4 5  Hughes 2002，第128頁.
22. 1 2 3  Busch, Anita M. . Variety. 1997-06-05  [2007-05-02]. （原始内容存档于2024-08-05） （美国英语）.
23. ↑  Busch, Anita M.; Johnson, Ted. . Variety. 1997-01-14  [2024-08-06]. （原始内容存档于2024-08-14） （美国英语）.
24. 1 2 3  Jensen, Jeff. . Entertainment Weekly. 2007-08-16: 1  [2007-11-08]. （原始内容存档于2007-11-25） （美国英语）.
25. ↑  Busch, Anita M. . Variety. 1997-07-02  [2007-05-02]. （原始内容存档于2020-08-06） （美国英语）.
26. 1 2  Hughes 2002，第135頁.
27. 1 2  Hughes 2002，第129頁.
28. 1 2 3 4 5 6  Hughes 2002，第131頁.
29. ↑  . Stan Winston School. 2012-06-03  [2024-08-15]. （原始内容存档于2024-08-17） （英语）.
30. ↑  Stanley, Anya. . /Film. 2022-03-09  [2024-08-15]. （原始内容存档于2024-08-17） （美国英语）.
31. ↑  Parks, Louis B. . Houston Chronicle. 1997-08-22 （英语）.
32. 1 2 3 4 5  Hughes 2002，第137頁.
33. 1 2 3 4 5 6 7  Hughes 2002，第138頁.
34. 1 2  Fleming, Michael. . Variety. 1997-12-04  [2007-05-02]. （原始内容存档于2024-08-14） （美国英语）.
35. 1 2 3  Hughes 2002，第139頁.
36. 1 2 3  Hughes 2002，第141頁.
37. ↑  Tribune News Services. . Chicago Tribune. 1998-03-16  [2020-09-24]. （原始内容存档于2014-10-06） （英语）.
38. ↑  Petrikin, Chris. . Variety. 1998-04-13  [2007-05-02]. （原始内容存档于2024-08-14） （美国英语）.
39. ↑  Hughes 2002，第139-140頁.
40. ↑  Harris, Dana. . The Hollywood Reporter. 1998-03-19 （美国英语）.Nexis Uni 3S88-YV40-006P-R529-00000-00
41. 1 2 3  Chetwynd, Josh. . The Hollywood Reporter. 1998-07-01 （美国英语）.Nexis Uni 3T2F-D0T0-006P-R13X-00000-00
42. ↑  Carver, Benedict. . Variety. 1998-08-18  [2007-05-02]. （原始内容存档于2024-08-07） （美国英语）.
43. 1 2  Hughes 2002，第140頁.
44. ↑  Hughes 2002，第142-143頁.
45. ↑  Hughes 2002，第142頁.
46. ↑  Fleming, Michael. . Variety. 2001-11-20  [2024-08-08]. （原始内容存档于2024-08-08） （美国英语）.
47. ↑  Fleming, Michael. . Variety. 2001-12-11  [2024-08-08]. （原始内容存档于2024-08-14） （美国英语）.
48. ↑  Fleming, Michael. . Variety. 2002-02-07  [2024-08-08]. （原始内容存档于2024-08-14） （美国英语）.
49. 1 2 3  Juarez, Vanessa. . Entertainment Weekly. 2006-05-19  [2007-05-02]. （原始内容存档于2018-06-12） （美国英语）.
50. 1 2  Michael Fleming. . Variety. 2005-09-13  [2007-05-02]. （原始内容存档于2016-11-20） （美国英语）.
51. ↑  Fleming, Michael. . Variety. 2006-04-26  [2024-08-08]. （原始内容存档于2015-07-22） （美国英语）.
52. 1 2 3 4 5 6 7 8  Jensen, Jeff. . Entertainment Weekly. 2007-08-16: 2  [2009-04-25]. （原始内容存档于2009-04-25） （美国英语）.
53. 1 2  Fleming, Michael. . Variety. 2006-04-25  [2006-08-23]. （原始内容存档于2015-07-22） （美国英语）.
54. ↑  Fleming, Michael. . Variety. 2006-05-04  [2024-08-08]. （原始内容存档于2024-08-08） （美国英语）.
55. ↑  Fritz, Ben. . Variety. 2006-08-04  [2024-08-08]. （原始内容存档于2024-08-08） （美国英语）.
56. ↑  Franklin, Garth. . Dark Horizons. 2006-08-16  [2006-08-23]. （原始内容存档于2013-01-02） （英语）.
57. ↑  . The Numbers. 2006-12-17  [2024-08-12]. （原始内容存档于2023-01-13） （英语）.
58. 1 2  Hughes 2002，第127頁.
59. ↑  Hughes 2002，第133頁.
60. ↑  Hughes 2002，第127-128頁.
61. ↑  . FirstShowing.net. 2007-12-10  [2024-08-15]. （原始内容存档于2024-08-17） （美国英语）.
62. ↑  Hughes 2002，第132頁.
63. 1 2  Hughes 2002，第136頁.
64. ↑  Hughes 2002，第129-130頁.
65. ↑  Hughes 2002，第130頁.
66. ↑  Hughes 2002，第141-142頁.
67. 1 2 3 4  Nathan, Ian. . Empire. October 2007: 78–81 （英语）.
68. 1 2  Weintraub, Steven. . Collider. 2007-12-10  [2024-08-15]. （原始内容存档于2024-08-17） （英语）.
69. 1 2 3  Lee, Chris. . Los Angeles Times. 2007-11-04  [2007-11-06]. （原始内容存档于2007-12-15） （美国英语）.
70. ↑  Davidson, Paul. . IGN. 2006-07-05  [2024-08-15]. （原始内容存档于2024-08-17） （英语）.
71. ↑  Davidson, Paul. . IGN. 2006-09-19  [2024-08-15]. （原始内容存档于2024-08-15） （英语）.
72. ↑  Morales, Wilson. . Blackfilm.com. 2006-09-19  [2006-09-19]. （原始内容存档于2006-10-26） （英语）.
73. ↑  Davidson, Paul. . IGN. 2006-10-04  [2006-10-15]. （原始内容存档于2006-12-02） （英语）.
74. ↑  Kit, Borys. . The Hollywood Reporter. Vol. 398. 2007-02-23: 28  [2024-08-05]. （原始内容存档于2024-08-12） （美国英语）.ProQuest 235355696
75. ↑  Stevens, Dana. . Slate. 2007-12-14  [2012-04-02]. （原始内容存档于2014-02-22） （英语）.
76. ↑  Heyes, Michael E. . Journal of Religion and Film. October 2017, 21 (2)  [2020-11-13]. （原始内容存档于2024-08-06） （英语）.
77. ↑  Perez, Rodrigo. . The Playlist. 2007-12-05  [2020-11-13]. （原始内容存档于2024-08-06） （英语）.
78. ↑  . MTV News. 2007-12-12  [2020-11-13]. （原始内容存档于2022-05-26） （英语）.
79. 1 2 3  Markowitz, Adam. . Entertainment Weekly. 2007-11-02  [2007-11-05]. （原始内容存档于2013-12-12） （美国英语）.
80. ↑  . People. 2024-06-06  [2024-08-14] （英语）.
81. 1 2 3 4 5 6 7  Steuer, Joseph. . The Hollywood Reporter. 2007-04-24  [2007-04-26]. （原始内容存档于2007-04-28） （美国英语）.ProQuest 235378559
82. 1 2 3 4 5  Steuer, Joseph. . Reuters. 2007-04-24  [2007-09-17]. （原始内容存档于2007-11-16） （英语）.
83. ↑  Addiego, Walter. . San Francisco Chronicle. 2007-12-14  [2007-12-22]. （原始内容存档于2007-12-16） （美国英语）.
84. ↑  Cisneros, Sandy. . The Hollywood Reporter. Vol. 398. 2007-03-27: 29-30,32-34,36-40 （美国英语）.ProQuest 235371438
85. ↑  Gray 2008，第26頁.
86. ↑  Gray 2008，第32頁.
87. 1 2  Gray 2008，第37頁.
88. ↑  Gray 2008，第34, 36頁.
89. ↑  Nathan, Ian. . Empire. January 2008: 109–114 （英语）.
90. ↑  Smith, Liz. . Variety. 2007-05-03  [2024-08-09]. （原始内容存档于2024-08-09） （美国英语）.
91. 1 2  Morfoot, Addie. . Variety. 2008-01-05  [2024-08-10]. （原始内容存档于2015-06-17） （美国英语）.
92. 1 2 3  Variety Staff. . Variety. 2007-04-24  [2024-08-09]. （原始内容存档于2024-08-09） （美国英语）.
93. 1 2  Gray 2008，第27頁.
94. 1 2  Hafetz, David. . Variety. 2007-04-24  [2024-08-09]. （原始内容存档于2024-08-09） （美国英语）.
95. 1 2 3 4  amNY. . amNewYork（英语：amNewYork Metro）. 2007-02-01  [2024-08-16]. （原始内容存档于2024-08-17） （美国英语）.
96. ↑  Gray 2008，第28頁.
97. 1 2  Parker, Eloise. . New York Daily News. 2008-11-04  [2023-09-11]. ISSN 2692-1251. （原始内容存档于2023-09-14） （美国英语）.
98. ↑  Cisneros, Sandy. . The Hollywood Reporter. Vol. 399. 2007-04-10: 25-26,28,30,60-62,64,66-67 （美国英语）.ProQuest 235393669
99. ↑  Cisneros, Sandy. . The Hollywood Reporter. Vol. 399. 2007-04-17: 25-26,28-30,69-70,72-74,76,78,80 （美国英语）.ProQuest 235409253
100. ↑  . archive.centraljersey.com. 2007-11-14  [2024-08-18]. （原始内容存档于2024-08-18） （美国英语）.
101. ↑  Olivier, Bobby. . NJ.com. 2019-02-22  [2020-12-19]. （原始内容存档于2021-07-23） （英语）.
102. ↑  Gray 2008，第28-29頁.
103. ↑  Scott, A. O. . The New York Times. 2007-12-14  [2024-08-17]. （原始内容存档于2024-08-12） （美国英语）.
104. 1 2  . Variety. 2007-11-16  [2024-08-09]. （原始内容存档于2024-08-09） （美国英语）.
105. 1 2 3 4 5 6  Bielik, Alain. . Animation World Network. 2007-12-14  [2024-08-18]. （原始内容存档于2024-08-18） （英语）.
106. 1 2 3 4 5 6 7  Scott, A. O. . The New York Times. 2007-12-14  [2024-08-29]. （原始内容存档于2024-08-12） （美国英语）.
107. ↑  Gray 2008，第30, 36-37頁.
108. 1 2 3 4 5  Lambie, Ryan. . Den of Geek. 2011-05-05  [2024-08-15]. （原始内容存档于2024-08-17） （美国英语）.
109. 1 2 3 4 5  . Soundtrack.Net.   [2024-08-09]. （原始内容存档于2024-08-09） （英语）.
110. 1 2   (booklet). Varèse Sarabande（英语：Varèse Sarabande） (302 066 878 2). 2007 （英语）.
111. ↑  Ransom 2018，第166頁.
112. ↑  Shary 2012，第260頁.
113. ↑  Thielman, Sam. . Variety. 2007-12-16  [2024-08-09]. （原始内容存档于2024-08-09） （美国英语）.
114. ↑  . FirstShowing.net. 2007-06-08  [2024-08-15]. （原始内容存档于2024-08-17） （美国英语）.
115. ↑  . FirstShowing.net. 2007-10-23  [2024-08-15] （美国英语）.
116. 1 2 3  爛番茄上《我是傳奇》的資料（英文）
117. ↑  需在下面的搜索框输入电影原名，便可查看搜尋結果：. www.filmratings.com.   [2024-04-07]. （原始内容存档于2024-05-02） （英语）.
118. ↑  . Box Office Mojo.   [2024-08-03]. （原始内容存档于2021-12-26） （英语）.
119. ↑  . Box Office Mojo.   [2013-01-07]. （原始内容存档于2013-01-07） （英语）.
120. 1 2 3 4 5 6  Gray, Brandon. . Box Office Mojo. 2007-12-17  [2012-11-05]. （原始内容存档于2012-11-05） （英语）.
121. ↑  McClintock, Pamela. . Variety. 2007-12-14  [2024-08-09]. （原始内容存档于2024-08-14） （美国英语）.
122. 1 2 3 4 5 6  D'Alessandro, Anthony. . Variety. 2007-12-15  [2024-08-09]. （原始内容存档于2024-08-14） （美国英语）.
123. ↑  . Box Office Mojo.   [2024-08-09]. （原始内容存档于2023-10-07） （英语）.
124. ↑  . Box Office Mojo.   [2024-08-09]. （原始内容存档于2024-08-14） （英语）.
125. ↑  . Box Office Mojo.   [2024-08-09]. （原始内容存档于2022-10-14） （英语）.
126. 1 2 3 4  McClintock, Pamela. . Variety. 2007-12-16  [2024-08-09]. （原始内容存档于2024-08-09） （美国英语）.
127. 1 2 3 4 5 6  . Box Office Mojo.   [2024-08-10]. （原始内容存档于2022-10-16） （英语）.
128. ↑  . Box Office Mojo.   [2024-08-09]. （原始内容存档于2023-08-15） （英语）.
129. ↑  Subers, Ray. . Box Office Mojo. 2012-12-16  [2012-12-18]. （原始内容存档于2012-12-18） （英语）.
130. ↑  McClintock, Pamela. . Variety. 2007-12-26  [2024-08-09]. （原始内容存档于2024-08-09） （美国英语）.
131. 1 2  McClintock, Pamela. . Variety. 2008-01-01  [2024-08-10]. （原始内容存档于2024-08-10） （美国英语）.
132. ↑  Gray, Brandon. . Box Office Mojo. 2007-12-24  [2013-01-03]. （原始内容存档于2013-01-03） （英语）.
133. ↑  McClintock, Pamela. . Variety. 2007-12-23  [2024-08-09]. （原始内容存档于2024-08-09） （美国英语）.
134. ↑  McClintock, Pamela. . Variety. 2007-12-30  [2024-08-09]. （原始内容存档于2024-08-09） （美国英语）.
135. ↑  McClintock, Pamela. . Variety. 2008-01-06  [2024-08-10]. （原始内容存档于2024-08-14） （美国英语）.
136. ↑  McClintock, Pamela. . Variety. 2008-01-08  [2024-08-10]. （原始内容存档于2024-08-10） （美国英语）.
137. ↑  Hayes, Dade. . Variety. 2008-01-13  [2024-08-10]. （原始内容存档于2024-08-10） （美国英语）.
138. ↑  McClintock, Pamela. . Variety. 2008-01-20  [2024-08-10]. （原始内容存档于2017-05-17） （美国英语）.
139. 1 2 3 4  McNary, Dave. . Variety. 2007-12-16  [2024-08-09]. （原始内容存档于2024-08-09） （美国英语）.
140. ↑  McClintock, Pamela; McNary, Dave. . Variety. 2007-12-21  [2024-08-10]. （原始内容存档于2024-08-14） （美国英语）.
141. 1 2 3 4 5  Bresnan, Conor. . Box Office Mojo. 2007-12-20  [2012-11-05]. （原始内容存档于2012-11-05） （英语）.
142. 1 2  McClintock, Pamela; McNary, Dave. . Variety. 2007-12-27  [2024-08-09]. （原始内容存档于2024-08-14） （美国英语）.
143. 1 2  McNary, Dave. . Variety. 2007-12-26  [2024-08-09]. （原始内容存档于2024-08-09） （美国英语）.
144. 1 2 3  McNary, Dave. . Variety. 2007-12-30  [2024-08-09]. （原始内容存档于2024-08-09） （美国英语）.
145. ↑  McNary, Dave. . Variety. 2008-01-01  [2024-08-09]. （原始内容存档于2024-08-09） （美国英语）.
146. ↑  Variety Staff. . Variety. 2008-01-18  [2024-08-10]. （原始内容存档于2024-08-10） （美国英语）.
147. 1 2  McNary, Dave. . Variety. 2008-01-13  [2024-08-10]. （原始内容存档于2024-08-10） （美国英语）.
148. 1 2 3 4  McNary, Dave. . Variety. 2008-01-21  [2024-08-10]. （原始内容存档于2024-08-10） （美国英语）.
149. 1 2  McNary, Dave. . Variety. 2008-02-03  [2024-08-11]. （原始内容存档于2024-08-11） （美国英语）.
150. ↑  McClintock, Pamela; McNary, Dave. . Variety. 2008-02-07  [2024-08-11]. （原始内容存档于2024-08-14） （美国英语）.
151. ↑  McNary, Dave. . Variety. 2008-01-01  [2024-08-10]. （原始内容存档于2024-08-09） （美国英语）.
152. 1 2 3  McClintock, Pamela; McNary, Dave. . Variety. 2008-01-11  [2024-08-10]. （原始内容存档于2024-08-10） （美国英语）.
153. 1 2 3  McNary, Dave. . Variety. 2008-01-06  [2024-08-10]. （原始内容存档于2024-08-10） （美国英语）.
154. 1 2 3  McClintock, Pamela; McNary, Dave. . Variety. 2008-01-25  [2024-08-11]. （原始内容存档于2024-08-11） （美国英语）.
155. ↑  McNary, Dave. . Variety. 2008-01-27  [2024-08-11]. （原始内容存档于2024-08-11） （美国英语）.
156. ↑  McClintock, Pamela; McNary, Dave. . Variety. 2008-02-01  [2024-08-11]. （原始内容存档于2024-08-11） （美国英语）.
157. 1 2  McClintock, Pamela; McNary, Dave. . Variety. 2008-02-15  [2024-08-11]. （原始内容存档于2024-08-11） （美国英语）.
158. 1 2  McNary, Dave. . Variety. 2008-02-12  [2024-08-11]. （原始内容存档于2024-08-14） （美国英语）.
159. 1 2  Metacritic上《我是傳奇》的資料（英文）
160. 1 2 3 4  Ebert, Roger. . www.rogerebert.com. 2007-12-13  [2024-09-07]. （原始内容存档于2016-08-11） （美国英语）.
161. 1 2  Phillips, Michael. . Chicago Tribune. 2007-12-11  [2007-12-17]. （原始内容存档于2007-12-17） （英语）.
162. 1 2  Jolin, Dan. . Empire. 2007-12-19  [2016-10-05]. （原始内容存档于2016-10-05） （英国英语）.
163. 1 2 3  Gleiberman, Owen. . Entertainment Weekly. 2007-12-12  [2007-12-29]. （原始内容存档于2007-12-29） （英语）.
164. 1 2 3 4 5 6  Alt, Eric. . Premiere. 2007-12-13  [2007-12-26]. （原始内容存档于2007-12-26） （英语）.
165. 1 2 3 4 5  Rea, Steven. . The Philadelphia Inquirer. 2007-12-14  [2008-02-06]. （原始内容存档于2008-02-06） （英语）.
166. 1 2 3  Puig, Claudia. . USA Today. 2007-12-13  [2008-01-16]. （原始内容存档于2008-01-16） （英语）.
167. ↑  需在下面的搜索框输入电影原名，页面会自动显示评分：. CinemaScore.   [2024-03-16]. （原始内容存档于2018-01-02） （英语）.
168. 1 2 3  Foundas, Scott. . Village Voice. 2007-12-11  [2007-12-13]. （原始内容存档于2007-12-13） （英语）.
169. ↑  Mathews, Jack. . New York Daily News. 2007-12-14  [2007-12-15]. （原始内容存档于2007-12-15） （英语）.
170. 1 2 3 4  McCarthy, Todd. . Variety. 2007-12-07  [2024-08-29]. （原始内容存档于2024-08-29） （美国英语）.
171. ↑  Ansen, David. . Newsweek. 2007-12-13  [2008-01-09]. （原始内容存档于2008-01-09） （英语）.
172. 1 2 3 4  Morgenstern, Joe. . The Wall Street Journal. 2007-12-14  [2008-01-16]. （原始内容存档于2008-01-16） （英语）.
173. ↑  Travers, Peter. . Rolling Stone. 2007-12-13  [2007-12-16]. （原始内容存档于2007-12-16） （英语）.
174. 1 2  Russell, Jamie. . BBC. 2007-12-28  [2024-09-07]. （原始内容存档于2024-08-29） （英国英语）.
175. 1 2 3 4  Addiego, Walter. . San Francisco Chronicle. 2007-12-14  [2007-12-29]. （原始内容存档于2007-12-29） （英语）.
176. 1 2 3 4 5  Rosenblatt, Josh. . The Austin Chronicle. 2007-12-14  [2024-08-29] （美国英语）.
177. ↑  Corliss, Richard. . Time. 2007-12-14  [2008-01-02]. （原始内容存档于2008-01-02） （英语）.
178. 1 2  Honeycutt, Kirk. . The Hollywood Reporter. 2007-12-09  [2024-08-29] （美国英语）.
179. 1 2  Stevens, Dana. . Slate. 2007-12-13  [2024-08-29]. （原始内容存档于2023-04-08） （美国英语）.
180. 1 2  Edelstein, David. . New York Magazine. 2007-12-10  [2007-12-12]. （原始内容存档于2007-12-12） （英语）.
181. ↑  Vejvoda, Jim. . IGN. 2011-10-06  [2024-08-14]. （原始内容存档于2024-08-17） （英语）.
182. 1 2  Kilday, Gregg. . The Hollywood Reporter. 2007-12-17  [2024-08-05] （美国英语）.
183. ↑  McCarthy, Libby. . Variety. 2007-11-30  [2024-08-09]. （原始内容存档于2023-04-20） （美国英语）.
184. ↑  Maxwell, Erin. . Variety. 2007-12-17  [2024-08-11]. （原始内容存档于2022-12-26） （美国英语）.
185. ↑  . International Press Academy.   [2008-01-01]. （原始内容存档于2008-01-01） （英语）.
186. 1 2  Variety Staff. . Variety. 2007-12-23  [2024-08-11]. （原始内容存档于2020-07-26） （美国英语）.
187. ↑  Soares, Andre. . Alt Film Guide. 2007-12-21  [2011-08-22]. （原始内容存档于2012-09-28）.
188. ↑  . St. Louis Gateway Film Critics Association.   [2009-02-02]. （原始内容存档于2009-02-02） （英语）.
189. ↑  Andreeva, Nellie; Kilday, Gregg. . The Hollywood Reporter. 2008-01-27  [2024-08-11]. （原始内容存档于2024-08-14） （美国英语）.
190. ↑  McNary, Dave. . Variety. 2007-12-20  [2024-08-09]. （原始内容存档于2023-03-19） （美国英语）.
191. ↑  Kilday, Gregg. . The Hollywood Reporter. 2007-12-21  [2024-08-05]. （原始内容存档于2024-08-17） （美国英语）.
192. ↑  McClintock, Pamela. . Variety. 2008-01-27  [2024-08-11]. （原始内容存档于2021-10-24） （美国英语）.
193. ↑  . Screen Actors Guild Awards.   [2008-05-09]. （原始内容存档于2008-05-09） （英语）.
194. 1 2   (PDF). Visual Effects Society.   [2008-11-19]. （原始内容 (pdf)存档于2008-11-19） （英语）.
195. ↑  Giardina, Carolyn. . The Hollywood Reporter. 2008-02-11  [2024-08-05]. （原始内容存档于2024-08-17） （美国英语）.
196. ↑  . Variety. 2008-01-07  [2024-08-10]. （原始内容存档于2023-08-16） （美国英语）.
197. ↑  Giardina, Carolyn. . The Hollywood Reporter. 2008-01-07  [2024-08-05]. （原始内容存档于2024-08-17） （美国英语）.Nexis Uni 4RK1-YM50-TX2Y-F0B7-00000-00
198. 1 2   (PDF). NAACP Image Awards.   [2009-02-12]. （原始内容 (pdf)存档于2009-02-12） （英语）.
199. ↑  Mayberry, Carly; The Associated Press. . The Hollywood Reporter. 2008-02-15  [2024-08-11]. （原始内容存档于2024-08-11） （美国英语）.
200. ↑  Peters, Derek. . Variety. 2008-01-08  [2024-08-10]. （原始内容存档于2024-08-14） （美国英语）.
201. ↑  Mayberry, Carly. . The Hollywood Reporter. 2008-01-09  [2024-04-05]. （原始内容存档于2024-04-08） （美国英语）.
202. ↑   (PDF). NAACP Image Awards.   [2008-08-07]. （原始内容 (pdf)存档于2008-08-07） （英语）.
203. ↑  . Motion Picture Sound Editors.   [2008-02-29]. （原始内容存档于2008-02-29） （英语）.
204. ↑  . Motion Picture Sound Editors.   [2008-02-29]. （原始内容存档于2008-02-29） （英语）.
205. ↑  . The Classic Horror Film Board. 2008-03-12  [2008-03-17]. （原始内容存档于2008-03-17） （英语）.
206. ↑  . The Classic Horror Film Board.   [2008-03-17]. （原始内容存档于2008-03-17） （英语）.
207. ↑  . Young Artist Awards.   [2008-05-18]. （原始内容存档于2008-05-18） （英语）.
208. ↑  . Young Artist Awards.   [2008-05-09]. （原始内容存档于2008-05-09） （英语）.
209. ↑  . goldentrailer.com.   [2008-07-27]. （原始内容存档于2008-07-27） （英语）.
210. ↑  . goldentrailer.com.   [2008-07-29]. （原始内容存档于2008-07-29） （英语）.
211. 1 2  Kaufman, Gil. . MTV. 2008-06-01  [2023-11-25]. （原始内容存档于2023-11-25） （英语）.
212. ↑  Nordyke, Kimberly; The Associated Press. . The Hollywood Reporter. 2008-05-06  [2024-08-11]. （原始内容存档于2024-08-11） （美国英语）.
213. ↑  . MTV.   [2008-12-17]. （原始内容存档于2008-12-17） （英语）.
214. ↑  Associated Press. . Variety. 2008-06-02  [2024-08-11]. （原始内容存档于2024-08-11） （美国英语）.
215. 1 2  . Variety. 2008-06-25  [2024-08-11]. （原始内容存档于2015-04-10） （美国英语）.
216. ↑  . Variety. 2008-02-20  [2024-08-11]. （原始内容存档于2015-09-17） （美国英语）.
217. 1 2  Lang, Derrik. . The Daily Telegraph. 2008-08-04  [2024-08-12]. （原始内容存档于2024-03-25） （英语）.
218. ↑  . Los Angeles Times.   [2013-08-06]. （原始内容存档于2008-09-12） （美国英语）.
219. 1 2  . The Daily Telegraph. 2008-09-09  [2019-01-09]. （原始内容存档于2019-01-09） （英国英语）.
220. ↑  . National Movie Awards（英语：National Movie Awards）.   [2012-03-20]. （原始内容存档于2012-03-20） （英语）.
221. ↑  . Forbes. 2011-09-12  [2023-08-13]. （原始内容存档于2023-07-24） （美国英语）.
222. ↑  Seijas, Casey. . MTV News. 2008-09-15  [2022-08-20]. （原始内容存档于2015-12-24） （英语）.
223. ↑  Sciretta, Peter. . /Film. 2008-10-20  [2023-04-05]. （原始内容存档于2021-12-15） （英语）.
224. 1 2  Bennett, Ray. . The Hollywood Reporter. 2008-10-19  [2024-08-05]. （原始内容存档于2024-08-17） （美国英语）.
225. ↑  . World Soundtrack Awards.   [2024-07-04]. （原始内容存档于2024-05-09） （英语）.
226. ↑  Donahue, Ann. . The Hollywood Reporter. 2008-08-20  [2024-08-05]. （原始内容存档于2024-08-17） （美国英语）.
227. ↑  Giardina, Carolyn. . The Hollywood Reporter. 2007-12-17  [2024-08-05]. （原始内容存档于2024-08-17） （美国英语）.
228. ↑  . Variety. 2008-01-04  [2024-08-10]. （原始内容存档于2020-07-25） （美国英语）.
229. 1 2  Walker, David. . DVD Talk. 2008-03-17  [2024-08-12]. （原始内容存档于2024-08-14） （英语）.
230. ↑  . High-Def Digest. 2008-03-18  [2024-08-12]. （原始内容存档于2024-08-17） （英语）.
231. ↑   (DVD). Warner Bros. ASIN B0013FFMOK （英语）.
232. ↑   (DVD). Warner Bros. ASIN B0013FDM7E （英语）.
233. ↑  Gilchrist, Todd; Monfette, Christopher. . IGN. 2008-03-11  [2024-08-12]. （原始内容存档于2024-01-12） （英语）.
234. ↑  Ault, Susanne. . Variety. 2008-04-18  [2024-08-11]. （原始内容存档于2024-08-11） （美国英语）.
235. ↑  Garrett, Diane. . Variety. 2008-04-26  [2024-08-12]. （原始内容存档于2024-08-14） （美国英语）.
236. 1 2  . WBShop.com.   [2009-11-18]. （原始内容存档于2010-05-31） （英语）.
237. ↑  Walker, David. . DVD Talk. 2008-12-08  [2024-08-12]. （原始内容存档于2024-08-14） （英语）.
238. ↑  . High-Def Digest. 2008-12-09  [2024-08-12]. （原始内容存档于2024-08-17） （英语）.
239. ↑  . High-Def Digest. 2016-12-06  [2024-08-12]. （原始内容存档于2024-08-17） （英语）.
240. ↑  Garrett, Diane. . Variety. 2008-06-30  [2024-08-12]. （原始内容存档于2024-08-14） （美国英语）.
241. ↑  Fleming, Michael. . Variety. 2008-09-25  [2024-08-12]. （原始内容存档于2024-08-14） （美国英语）.
242. ↑  . MoviesBlog.MTV.com. 2011-05-03  [2011-08-11]. （原始内容存档于2011-08-08） （英语）.
243. ↑  Harley, David. . Bloody Disgusting!. 2011-05-04  [2024-08-12]. （原始内容存档于2024-08-12） （美国英语）.
244. ↑  Jr, Mike Fleming. . Deadline. 2012-02-17  [2024-08-12]. （原始内容存档于2023-12-16） （美国英语）.
245. ↑  Fernandez, Jay A. . The Hollywood Reporter. 2012-02-17  [2024-08-12]. （原始内容存档于2024-08-14） （美国英语）.
246. ↑  Jr, Mike Fleming. . Deadline. 2014-10-02  [2024-08-12]. （原始内容存档于2014-10-03） （美国英语）.
247. ↑  D'Alessandro, Anthony. . Deadline. 2022-03-04  [2024-08-12]. （原始内容存档于2022-03-09） （美国英语）.
248. ↑  Jr, Mike Fleming. . Deadline. 2023-02-15  [2024-08-12]. （原始内容存档于2024-08-14） （美国英语）.
249. ↑  Franklin, McKinley. . Variety. 2023-09-04  [2024-08-12]. （原始内容存档于2024-08-14） （美国英语）.
250. ↑  O'Rourke, Ryan. . Collider. 2023-05-12  [2024-08-12]. （原始内容存档于2024-07-11） （英语）.
251. ↑  Szalai, Georg. . The Hollywood Reporter. 2023-12-02  [2024-08-12]. （原始内容存档于2024-06-07） （美国英语）.
252. ↑  Thomas, Carly. . The Hollywood Reporter. 2024-06-06  [2024-08-12]. （原始内容存档于2024-08-14） （美国英语）.
253. ↑  D'Alessandro, Anthony; Grobar, Matt. . Deadline. 2024-07-25  [2024-08-18]. （原始内容存档于2024-07-26） （美国英语）.
254. ↑  D'Alessandro, Anthony; Jr, Mike Fleming. . Deadline. 2024-07-27  [2024-08-18]. （原始内容存档于2024-08-05） （美国英语）.

影音
1. 1 2 3  The Story 2007，第0分鐘處
2. ↑  The Story 2007，第1分鐘處
3. ↑  The Conflicts of Isolation 2007，第0分鐘、第1分鐘處
4. ↑  Robert Neville's Psychology 2007，第0分鐘處
5. ↑  Will's Physical Training 2007，第0分鐘、第1分鐘處
6. ↑  The Creatures Break In 2007，第3分鐘、第4分鐘處
7. ↑  Trusting The Unknown 2007，第0分鐘處
8. 1 2  Canine Co-star 2007，第0分鐘、第1分鐘處
9. ↑  Canine Co-star 2007，第0分鐘處
10. ↑  The Joy Ride Jump 2007，第0分鐘處
11. ↑  NYC Gone Back To Nature 2007，第0分鐘處
12. ↑  NYC Gone Back To Nature 2007，第1分鐘處
13. ↑  NYC Gone Back To Nature 2007，第0分鐘、第1分鐘處
14. ↑  The Creatures Break In 2007，第1分鐘處
15. ↑  The Creatures Break In 2007，第0分鐘處
16. ↑  That Scary Place Inside All of Us 2007，第0分鐘處
17. ↑  Closing Down Fifth Avenue 2007，第2分鐘、第3分鐘處
18. ↑  Shooting The Intrepid 2007，第1分鐘處
19. ↑  Shooting The Intrepid 2007，第0分鐘、第1分鐘處
20. ↑  Building The Pier 2007，第0分鐘處
21. ↑  Building The Pier 2007，第1分鐘處
22. ↑  Evacuation, Part 1: Family Convoy 2007，第0分鐘、第1分鐘處
23. ↑  Evacuation, Part 2: Military Cooperation 2007，第1分鐘處
24. 1 2  Evacuation, Part 3: Choppers 2007，第0分鐘處
25. ↑  Evacuation, Part 2: Military Cooperation 2007，第1分鐘處
26. ↑  Evacuation, Part 1: Family Convoy 2007，第0分鐘處
27. ↑  Canine Co-star 2007，第2分鐘處

### 引用作品
書籍
- Hughes, David. . Chicago Review Press. 2002-04-22. ISBN 1-55652-449-8 –Internet Archive （英语）.
  - 章節：. : 124–143.
- Ransom, Amy J. . McFarland. 2018-06-21  [2024-08-15]. ISBN 978-1-4766-6833-8. （原始内容存档于2024-08-14） –Google Books （英语）.
- Shary, Timothy. . Wayne State University Press. 2012-12-17  [2024-08-15]. ISBN 978-0-8143-3844-5. （原始内容存档于2024-08-14） –Google Books （英语）.

期刊
- . SFX Magazine. Christmas 2000, (72): 62-67 （英语）.
- Gray, Simon. . American Cinematographer（英语：American Cinematographer）. February 2008, 82 (7): 26-34, 36-37  [2024-08-06]. ISSN 0002-7928. （原始内容存档于2024-05-27） （英语）.ProQuest 2587892411EBSCOhost 505283053

影音（特別收錄）
說明：「第X分鐘處」指的是相關內容出現在X分鐘0秒至X分鐘59秒之間
- Crew.  [警世預言：《我是傳奇》的科學背景] (I Am Legend DVD). Warner Bros. 2007 （英语）.
- Crew.  [打造《我是傳奇》：記載本片的誕生] (I Am Legend DVD). Warner Bros. 2007 （英语）.（備註：含21個章節，總時長51:14）

| 排序 | 章節名稱 | 時長  |
| ---- | -------- | ----- |
| 1    | .        | 05:46 |
| 2    | .        | 04:54 |
| 3    | .        | 02:58 |
| 4    | .        | 02:21 |
| 5    | .        | 01:45 |
| 6    | .        | 03:25 |
| 7    | .        | 01:48 |
| 8    | .        | 02:02 |
| 9    | .        | 02:14 |
| 10   | .        | 01:04 |
| 11   | .        | 02:18 |
| 12   | .        | 01:52 |
| 13   | .        | 01:34 |
| 14   | .        | 02:29 |
| 15   | .        | 02:00 |
| 16   | .        | 02:15 |
| 17   | .        | 02:41 |
| 18   | .        | 01:39 |
| 19   | .        | 02:04 |
| 20   | .        | 02:16 |
| 21   | .        | 01:39 |

## 外部連結
- 官方网站（页面存档备份，存于）
- 互联网电影数据库（IMDb）上《我是傳奇》的资料（英文）
- AllMovie上《我是傳奇》的资料（英文）
- Box Office Mojo上《我是傳奇》的資料（英文）
- 爛番茄上《我是傳奇》的資料（英文）
- Metacritic上《我是傳奇》的資料（英文）
- 豆瓣电影上《我是傳奇》的資料 （简体中文）